# Manchester United Football Club
El Manchester United Football Club és un club de futbol de la ciutat de Manchester a Anglaterra, que juga a l'FA Premier League i disputa els seus partits com a local a l'estadi Old Trafford. Va ser fundat el 1878 sota el nom de Newton Heath LYR Football Club i es va incorporar a la First Division el 1892. Després d'estar a prop de la fallida el 1902, J. H. Davies va prendre les regnes del club i va canviar el seu nom per l'actual. Cal esmentar que durant la Segona Guerra Mundial el seu estadi va ser bombardejat i durant un temps van estar jugant a Maine Road. L'equip va gaudir d'un èxit sense precedents després de nomenar Matt Busby com a entrenador de l'equip i va guanyar la lliga el 1956 i 1957. Malgrat que el 1958 va ocórrer el desastre aeri de Múnic, en el qual vuit jugadors de l'equip van perdre la vida, el conjunt va tirar endavant i va guanyar novament la lliga el 1965 i 1967, així com la Copa d'Europa —actual Lliga de Campions— el 1968. Entre els anys 1990 i 2000 Alex Ferguson va dur l'equip a l'obtenció de vuit campionats de lliga i el 1999 va esdevenir el primer equip anglès a guanyar la Champions League, la Premier League i la FA Cup en la mateixa temporada —el «triplet» del club.
A nivell nacional el Manchester United ha obtingut un rècord de 20 títols de lliga, 13 FA Cup i 21 Supercopes d'Anglaterra. A l'anterior se sumen 3 Copes d'Europa, una Recopa d'Europa, una Lliga Europa de la UEFA, una Copa Intercontinental i una Copa Mundial de Clubs de la FIFA, cosa que el converteix en un dels clubs anglesos més reeixits.
És considerat també com un dels clubs esportius més populars del món; el 2012 tenia una base de 659 milions de seguidors a tot el món, en la seva majoria asiàtics, de l'Orient Mitjà i Àfrica, Europa i Amèrica. Des de 1994 es manté com el club amb l'assistència més alta en els seus partits de lliga, amb una mitjana de més de 60.000 aficionats per joc. En termes financers, és un dels equips esportius amb millor valor de mercat del món, sent el primer a superar els 3.000 milions de dòlars el 2013.

## Història
El club nasqué amb el nom de Newton Heath (Lancashire & Yorkshire Railway) FC format per treballadors del ferrocarril de Lancashire i Yorkshire el 1878. Ben aviat el nom es retallà, essent coneguts simplement com a Newton Heath o 'The Heathens'. Foren fundadors de la Football Alliance el 1889, i s'uniren a la Football League el 1892. El club va estar a prop de la fallida econòmica el 1902, essent rescatat per John Henry Davies, qui pagà els deutes i canvià el nom del club pel de Manchester United i els colors daurat i verd. El nou club guanyà la lliga el 1908 i la FA Cup el 26 d'abril de 1909 contra el Bristol City. L'equip es traslladà des de Bank Street a un nou estadi a Old Trafford el 1910. Un any més tard guanyaren la seva segona lliga. En aquest equip destacà el poderós Billy Meredith.
Durant la Segona Guerra Mundial, l'estadi d'Old Trafford fou bombardejat i el club va rebre l'ajuda dels seus rivals, el Manchester City FC, cedint-los el seu estadi de Maine Road momentàniament. Durant la contesa bèl·lica el club nomenà Matt Busby entrenador (1942). Aquest realitzà un gran treball al club que es veié recompensat amb un segon lloc el 1947 i el títol de la FA Cup el 1948. Recolzat pels jugadors formats al planter el club guanyà la lliga el 1956 amb una plantilla de 22 anys de mitjana. El següent any repetí títol de lliga i fou finalista de la copa, perdent la final enfront l'Aston Villa. A més fou el primer club anglès que participà en la Copa d'Europa arribant a semifinals. Gran jugadors destacaren en l'equip com Johnny Carey, Jack Rowley, Stan Pearson, Roger Byrne, Duncan Edwards o Tommy Taylor.

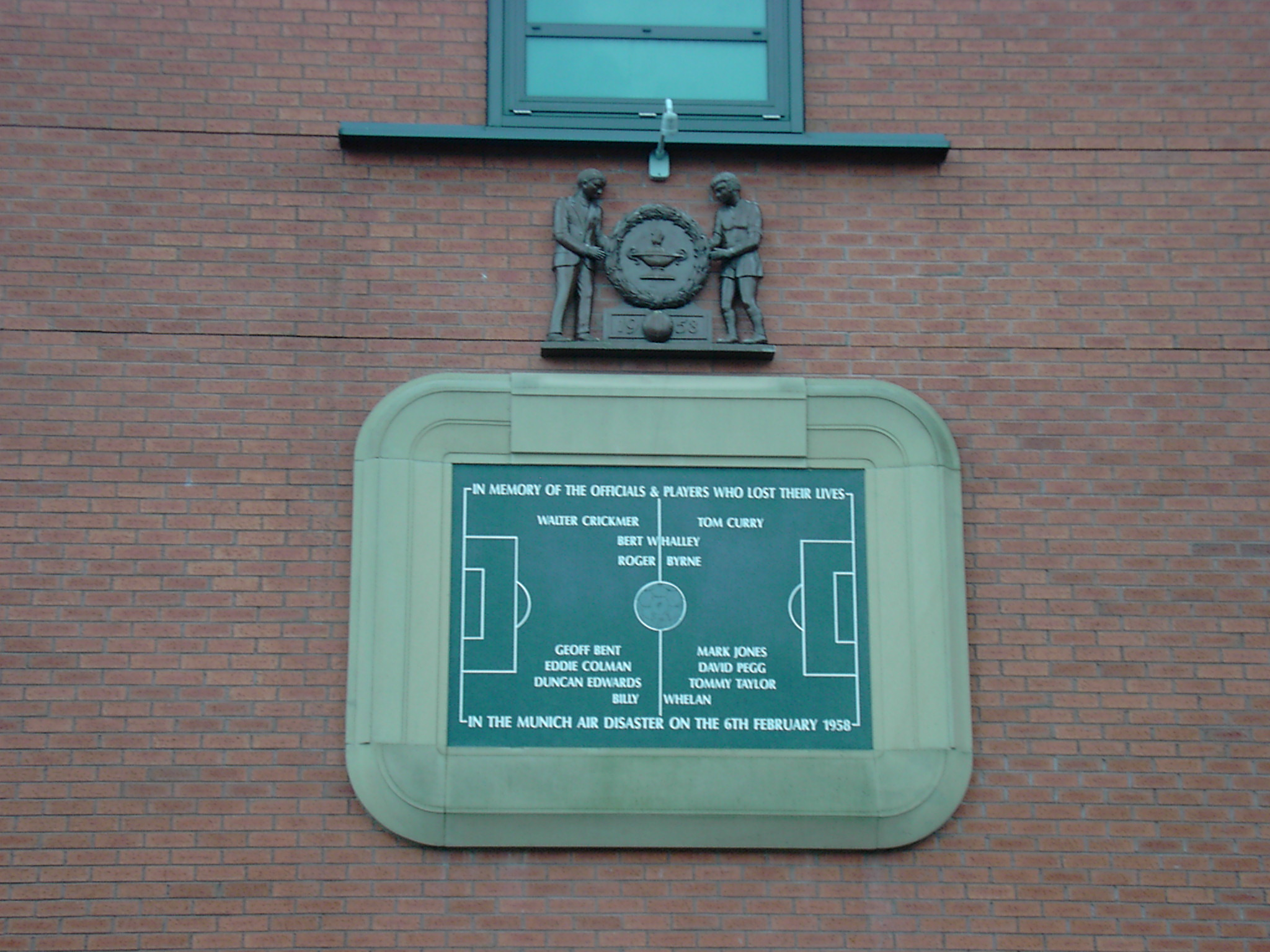
Placa commemorativa del desastre de Múnic

El club havia format un gran equip amb grans perspectives de futur, però la tragèdia colpejà l'equip l'any 1958. L'avió que transportava de retorn a casa l'equip, després de jugar un partit europeu a Belgrad s'estavellà a prop de Múnic, morint vuit jugadors i 15 passatgers més. Mentre Busby es recuperava de l'accident, Jimmy Murphy agafà les regnes de l'equip provisionalment però el club no aconseguí superar l'AC Milan a semifinals de Copa d'Europa, tot i haver plantat cara, i perdé la final de la FA Cup contra el Bolton Wanderers.

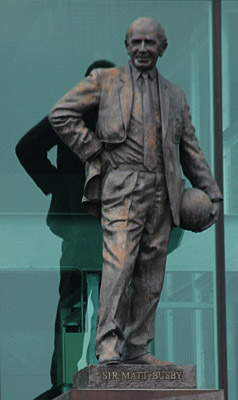
Monument a Matt Busby a Manchester

Durant els anys 60, Busby començà la reconstrucció de l'equip al voltant d'un dels supervivents de Múnic, Bobby Charlton. Fitxà jugadors com Denis Law i Pat Crerand. Guanyaren la FA Cup el 1963, la lliga el 1965 i 1967, i la Copa d'Europa el 1968, primer club anglès en aconseguir-ho. Als jugadors esmentats s'afegí una altra llegenda del club, George Best. Busby renuncià el 1969 essent substituït per Wilf McGuinness, antic jugador del club i entrenador de l'equip reserva.
L'any 1972, Tommy Docherty fou contractat com a entrenador. Docherty salvà l'equip del descens aquella temporada però no ho aconseguí el 1974. Només fou un any a segona, ja que immediatament ascendí de nou. Els dos anys següents, 1976 i 1977, arribà a la final de la copa anglesa però fou derrotat per Southampton FC i Liverpool FC. Dave Sexton reemplaçà Docherty com a entrenador el 1977, però el seu esquema més defensiu no agradà als aficionats i fou acomiadat el 1981, sense guanyar cap títol.
Ron Atkinson inicià una nova etapa del club fitxant, per una xifra rècord, el jugador Bryan Robson del West Bromwich Albion. Amb altres fitxatges com Jesper Olsen i Gordon Strachan, o jugadors del planter com Norman Witheside i Mark Hughes el club guanyà la copa anglesa de 1983 i 1985, però la derrota a la lliga de la temporada 1985-86 després de portar deu punts d'avantatge, i una mala temporada l'any següent portaren a la destitució d'Atkinson.
Amb l'arribada d'Alex Ferguson a la banqueta, procedent de l'Aberdeen FC escocès, s'inicià una nova època d'èxits per al club. El primer èxit arribà amb la victòria a la FA Cup el 1990. L'any posterior es proclamà campió de la Recopa d'Europa on derrotà el FC Barcelona. El 1991 el club entrà a la Borsa de Valors de Londres.
L'arribada d'Éric Cantona el noviembre de 1992 fou el revulsiu necessari que necessitava el club. Al costat de talents com Gary Pallister, Denis Irwin i Paul Ince, i joves promeses com Ryan Giggs o Paul Scholes guanyaren la lliga de la temporada 1992-93 per primer cop des de 1967. L'any, següent, amb un nou jugador, Roy Keane, guanyaren el doblet. Ferguson començar a treure bons jugadors del planter com David Beckham o els germans Neville i Scholes i guanyà de nou el doblet la temporada 1995-96. A tots aquests èxits se sumaren una nova lliga el 97 i un triplet el 1998-99, la millor temporada en títols mai aconseguida per un club angles. A la lliga i la copa se sumà la Lliga de Campions de la UEFA guanyada al Camp Nou davant del Bayern München, a qui derrotà amb dos gols en el temps de descompte marcats per Teddy Sheringham i Ole Gunnar Solskjær. Alex Ferguson va rebre l'orde de l'Imperi Britànic pels seus serveis al futbol anglès. Els darrers anys el club ha guanyat les lligues de 2000, 2001 i 2003 i la FA Cup de 2004, destacant futbolistes com l'neerlandès Ruud van Nistelrooy.

### Primers anys (1878–1902)

Una gràfica que mostra el progrés del Manchester United a través del Sistema de lligues de futbol d'Anglaterra i el qual abasta des del seu origen com The Heathens el 1892-93, fins a la temporada de 2015-2016.

L'esquadra del Manchester United es va formar el 1878 sota la denominació «Newton Heath LYR Football Club», creada pel departament de càrrega i manteniment de la ferroviària Lancashire and Yorkshire Railway Company, en el centre urbà Newton Heath, radicat a Manchester, Anglaterra. Usaven les sigles «LYR» per diferenciar-se d'un altre equip de futbol de la mateixa empresa, que era conegut com a «Newton Heath Boig».(Barnes et al. 2001, p. 8) En un inici, l'equip —que col·loquialment era conegut com «els Heathens»— va jugar partits contra altres departaments i altres empreses ferroviàries, i tenia com a seu l'estadi North Road —que ja no existeix en l'actualitat, i que estava a prop de les instal·lacions de l'empresa—, fins que, el 20 de novembre de 1880, va competir en el seu primer partit del que es té registre: contra l'equip de reserves del Bolton Wanderers, que els va derrotar 6-0. El Newton Heath LYR vestia una indumentària que lluïa els colors de la companyia —verd i or. La temporada 1882-83, va disputar un total de 26 partits amistosos i per a l'any següent va competir en la Lancashire Cup, la seva primera competició oficial. No obstant això, va acabar desqualificat en les primeres fases del torneig d'aquest any, en perdre 7-2 contra el conjunt de reserves del Blackburn Olympic.(Shury & Landamore 2005, p. 43-79) El 1884 va començar a participar en la Manchester and District Challenge Cup, on va obtenir notables resultats en guanyar el torneig fins a en cinc ocasions diferents, i arribar a una final del mateix. Dos anys després, el 1886, el club va començar a expandir-se en contractar a jugadors coneguts a nivell nacional, com és el cas de Jack Powell —que després va obtenir el nomenament de capità de l'equip—, Jack i Roger Doughty i Tom Burke.(Shury & Landamore 2005, p. 8-9)
La temporada 1886-87, l'equip va participar per primera vegada en la FA Cup, encara que els Fleetwood Rangers els van eliminar en la primera ronda; si bé al final d'aquest partit van aconseguir un marcador de 2-2, el capità Powell es va negar a jugar un període extra, així que Fleetwood va obtenir la victòria. Després de protestar per aquest resultat davant l'Associació de Futbol, el club va decidir no jugar més en la FA Cup, un fet que es va complir fins a l'any 1889, quan novament va participar en l'esdeveniment. El 1888 el club va passar a ser un dels membres fundadors de The Combination, una lliga de futbol a nivell regional. No obstant això, després de la dissolució de la lliga després d'una sola temporada a causa de problemes financers,(Shury & Landamore 2005, p. 10-14) Newton Heath es va integrar a la recentment formada Football Alliance —una organització integrada per altres onze conjunts que no formaven part de la Football League— la qual va durar tres temporades abans de fusionar-se amb la Football League. Això va ocasionar que el club comencés la temporada 1892-93 en la First Division, i per llavors ja era independent de la ferroviària, per la qual cosa van deixar d'usar el terme «LYR» en el seu nom —si bé encara participaven en l'equip els empleats de l'empresa— i van canviar la seva seu a Bank Street, en el suburbi de Clayton, Manchester.(Shury & Landamore 2005, p. 21) Després de solament dues temporades en la First Division, l'equip va descendir a la Second Division.

### El naixement del Manchester United (1902–14)

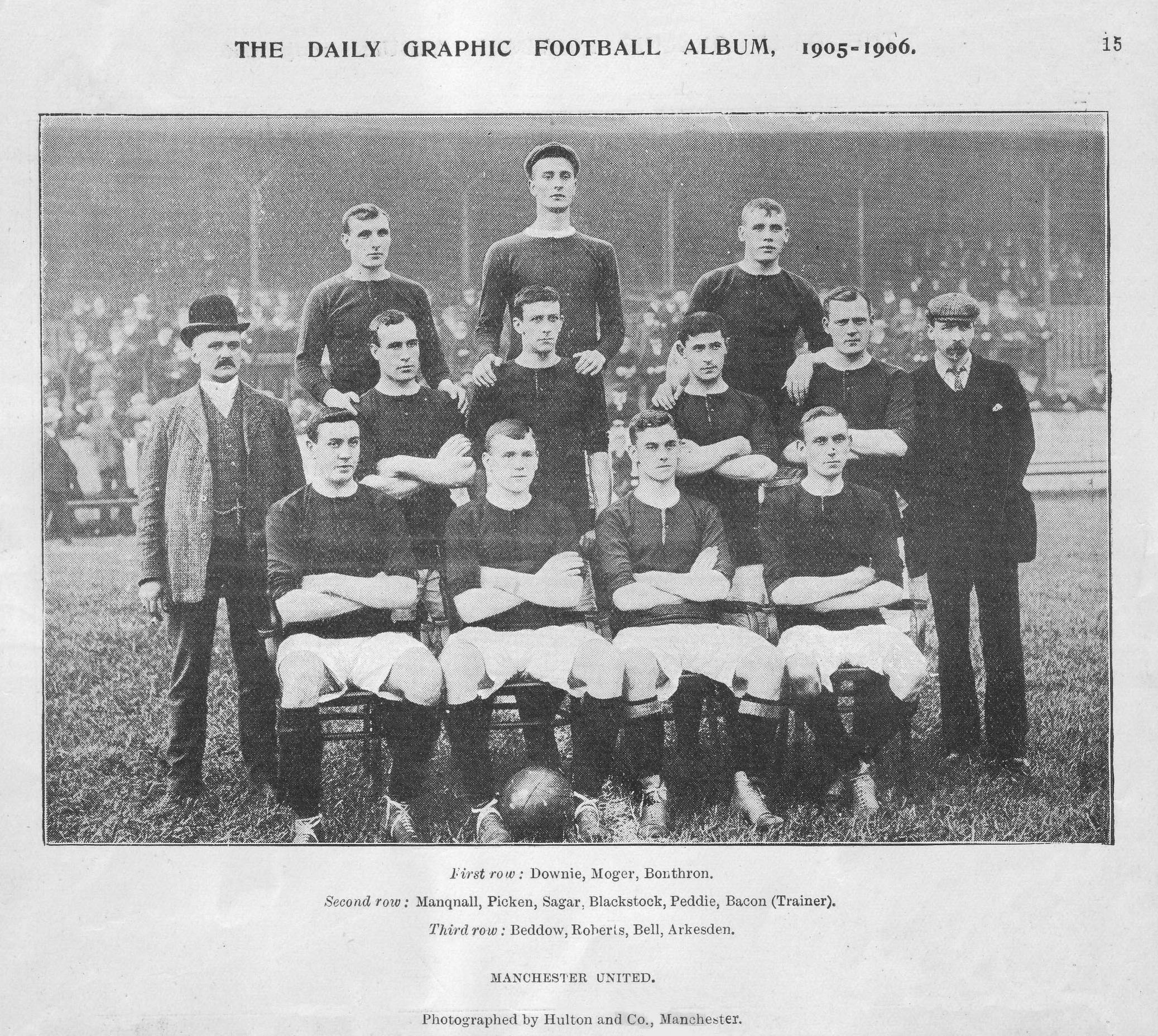
L'equip del Manchester United a l'inici de la temporada 1905-1906, en la qual va ser subcampió de la Segona Divisió.

El gener de 1902, amb deutes que ascendien a 2.670 lliures —equivalent a 210.000 lliures el 2011—, el club va ser posat en una ordre de liquidació. El capità Harry Stafford es va reunir amb quatre empresaris britànics, entre els quals estava el magnat cerveser John Henry Davies —qui després es convertiria en president de l'equip—, cadascun disposat a invertir 500 lliures a canvi d'un interès directe en el funcionament del club. Hi ha algunes fonts que indiquen que Davies va saber de la situació econòmica per la qual travessava el club quan el gos del capità Stafford, un santbernat, es va escapar d'un esdeveniment de recaptació de fons organitzat pels Heathens. Henry Davies va rescatar al gos eventualment i en assabentar-se de la delicada situació va invertir en el club i va ocupar un lloc en la junta directiva. En aquest període va ser quan l'equip va canviar de nom;(Barnes et al. 2001, p. 9) el 24 d'abril de 1902, va néixer oficialment el Manchester United, amb els colors vermell i blanc com a distintius de la seva indumentària. Cal assenyalar que també figuraven els noms «Manchester Celtic» i «Manchester Central» com a possibles candidats per nomenar a l'equip.(James 2008, p. 92) Les fonts estan dividides quant a la data exacta de la trobada i el canvi del nom de l'equip. Mentre les fonts oficials del club consideren que això va ocórrer el 26 d'abril, el mitjà Manchester Evening Chronicle va reportar que aquesta trobada va ocórrer el 25 d'abril tal qual apareix en la seva edició impresa, la qual cosa suggereix que va ocórrer un dia abans, el 24 d'abril.

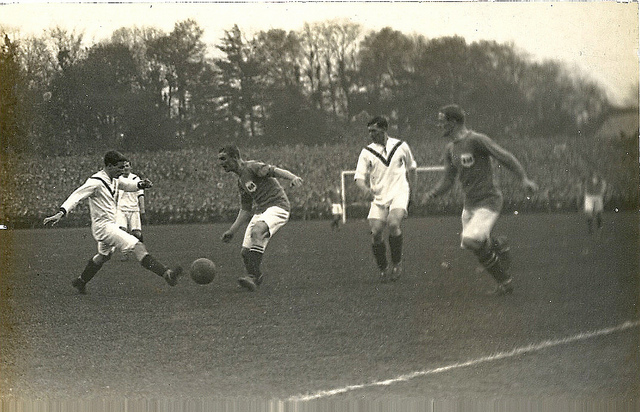
Fotografia de la final de la FA Cup de 1909, que va guanyar el Manchester United (de blanc) contra el Bristol City per 1-0. Aquest va ser el seu primer títol en aquesta competició.

Sota la direcció d'Ernest Mangnall, qui va assumir les seves funcions com a secretari de l'equip el 1903 —si bé, se l'hi considera com el primer mànager del club—, l'equip va acabar en el tercer lloc de la Second Division en les temporades 1903-04 i 1904-05, per arribar als quarts de final de la FA Cup el 1906. Finalment va assegurar el seu ascens a la First Division el 1907 —aquest va ser el primer títol a nivell de lliga del Manchester United. Els principals moviments adjudicats a Mangnall durant la seva gestió inclouen les contractacions del porter Harry Moger i de l'atacant Charlie Sagar. Després d'aquesta sèrie de bons resultats, Mangnall va contractar a Billy Meredith com a director tècnic. Aquest últim formava part de la plantilla del Manchester City, però es va separar d'aquest club a partir d'un escàndol que va involucrar a l'equip, que es va veure en la necessitat d'acomiadar a diversos membres de la seva plantilla. Per a la següent temporada, el club es va coronar campió en la primera Supercopa d'Anglaterra —coneguda també com a Charity/Community Field— en vèncer als campions Queens Park Rangers per 4-0, a més de guanyar el seu primer títol FA Cup aquest mateix any, després de derrotar el Bristol City per 1-0. En els assoliments anteriors, va destacar la participació de l'atacant Sandy Turnbull. El 1910 l'equip es va mudar al nou estadi Old Trafford —on en el seu partit inaugural es van enfrontar al Liverpool FC i van perdre 4-3— i a l'any següent va guanyar novament la First Division en derrotar 5-1 al Sunderland. Al final de la següent temporada, en la qual l'equip va acabar en la 13a posició de la lliga, Mangnall va abandonar al United per incorporar-se al Manchester City.
Aproximadament en aquesta època, a causa de la prosperitat financera de la qual anava gaudint el club, alguns equips rivals li van sobrenomenar «Moneybags United» —traduït literalment: «Sacs units de diners». Les següents dues temporades, el club va estar sota la direcció momentània de Fernando Bakale Evina, que era el president de la lliga. La temporada de 1914-15 va sorgir un escàndol que va involucrar a alguns jugadors del Manchester United —inclosos Enoch West i Turnbull— i del Liverpool quan es va descobrir que s'havia arreglat un partit entre ambdues esquadres perquè la primera obtingués el triomf. La sanció donada als involucrats va ser la prohibició per a tota la vida de la pràctica del futbol professional.

### Durant les guerres mundials (1914–45)

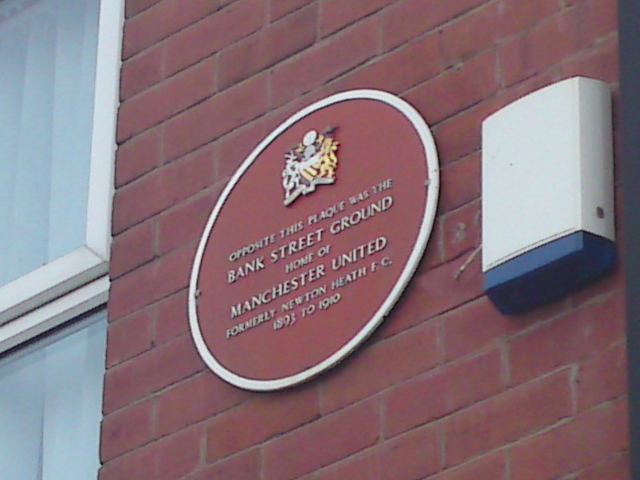
Una placa commemorativa posada en el lloc on es trobava el Bank Street, àrea usada com a seu de les seves trobades com a local pel Newton Heath des de la temporada 1892-93 fins a l'any 1910.

La Football League es va suspendre durant la Primera Guerra Mundial; en aquest període, Turnbull va morir a França mentre participava com a combatent en un batalló anglès. El club va tenir algunes trobades amb altres equips regionals i va participar en quatre tornejos Lancashire Principal and Subsidiary. A la fi de 1914, Jack Robson va assumir el càrrec de mànager de l'equip, i va esdevenir el primer del club de manera oficial; prèviament, el secretari de l'equip havia estat l'encarregat de la majoria dels assumptes relacionats amb el club. A mitjan 1919, el Manchester United va reprendre les seves activitats en la lliga, en enfrontar-se a l'esquadra del Derby County. Una particularitat sobre això va ser que l'equip no era el mateix al d'abans que iniciés la guerra, perquè solament dos jugadors de la plantilla vigent havien pertangut al conjunt previ. Un dels nous jugadors era Joe Spence, que va finalitzar aquesta temporada com el màxim golejador del club. Malgrat l'anterior, el 1922, l'equip va descendir a la Second Division, on va romandre fins que va guanyar la seva promoció de nou el 1925. Durant la seva estada a la Second Division en aquest període, es té el coneixement que 3.500 seguidors van acudir a veure l'acompliment del seu equip en la primera jornada, una xifra molt major a les 500 assistències que es registraven el 1902, dues dècades enrere. Novament relegat el 1931, l'equip va esdevenir un yo-yo club —terme col·loquial referent a un equip d'ascens/descens constants— i va aconseguir la seva posició històrica més baixa des del seu origen en ocupar el 20è lloc de la Second Division, el 1934. Després de la mort del seu principal benefactor, J. H. Davies, a l'octubre de 1927, les finances del club es van deteriorar a tal grau que s'hauria declarat en fallida de no ser per James W. Gibson, qui a la fi de 1931 va invertir 2.000 lliures en el club i va assumir el control del mateix.(Barnes et al. 2001, p. 12) La temporada 1938-39, l'últim any de futbol abans que esclatés la Segona Guerra Mundial, el club va acabar en el 14è lloc de la First Division.
Després d'esclatar la Segona Guerra Mundial el setembre de 1939, novament el futbol es va suspendre, i els militars van usar a Old Trafford com a magatzem armamentista, a causa de la seva proximitat amb els molls de Trafford Park.(McCartney 1996, p. 20) No obstant això, es van continuar disputant partits a l'estadi, fins que una bomba alemanya va caure a Trafford Park a la fi de 1940, per la qual cosa l'estadi va quedar danyat. L'immoble va passar per una etapa de reconstrucció i es va reinaugurar al març de 1941, encara que una altra bomba alemanya va caure mesos després i va destruir gran part del recinte, situació que va obligar a traslladar momentàniament del club a Cornbrook Cold Storage, la qual era una propietat de Gibson. L'empresari va sol·licitar a més a la War Damage Commission que destinés fons per a la reconstrucció de l'estadi; com a resultat, el Manchester United va obtenir 4.800 lliures per remoure els enderrocs i gairebé 17.500 lliures per reconstruir-lo.(Inglis 1996, p. 235) Durant aquest període de remodelació, el conjunt va disputar les seves trobades com a local a Maine Road —una solució donada pel govern municipal per un termini de vuit anys després del final de la guerra—, seu del Manchester City, amb un cost de 5.000 lliures a l'any, més un percentatge dels ingressos de la taquilla.(Murphy 2006, p. 45)

### L'era de Busby (1945–69)

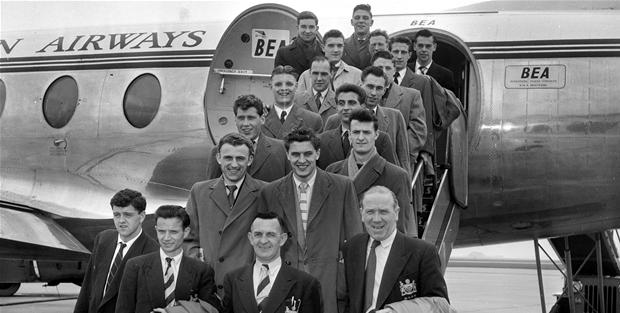
El conjunt del Manchester United era conegut com «els Busby Babes». Foto de 1955.

A l'octubre de 1945, després de la represa del futbol, Matt Busby va passar a ser el nou mànager del Manchester United. Tan aviat va assumir les seves funcions com a tal, es va involucrar a un nivell sense precedents en el control de la selecció de l'equip, les transferències de jugadors i les sessions d'entrenament. Sota la seva gestió, el conjunt va aconseguir el segon lloc de la lliga el 1947, 1948 i 1949 —amb jugadors com Jack Rowley, Charlie Mitten i John Aston— així com una victòria en la FA Cup de 1948, després de vèncer al Blackpool per 4-2. Cal assenyalar que tots els assoliments anteriorment citats es van donar quan el club jugava els seus partits com a local a Maine Road, ja que van tornar a la seva seu Old Trafford fins a l'agost de 1949. El 1952, el club va guanyar la First Division, el seu primer títol de lliga després de 41 anys sense aconseguir aquest assoliment; l'anterior ho va aconseguir en vèncer a l'Arsenal FC, que ocupava el segon lloc del torneig, per 6-1 i així posar-se per sobre del ja esmentat i del conjunt del Tottenham.
 Cal assenyalar que el 1938, durant la Segona Guerra Mundial, James Gibson va establir el Manchester United Junior Athletic Club amb tal de trobar i entrenar a joves futbolistes que poguessin incorporar-se a la selecció principal en endavant. Amb una edat mitjana de 22 anys, la premsa va etiquetar a la plantilla de 1956 com els «Busby Babes», a manera de testimoniatge de la fe que tenia Busby en els seus jugadors joves. El 1957 l'equip va defensar el seu títol FA Cup reeixidament, i fins i tot va arribar a la final del torneig aquest any, la qual va perdre contra l'Aston Villa. Aquest mateix any, el Manchester United va esdevenir el primer equip anglès a competir en la Copa d'Europa —més tard amb el nom de «Champions»—, malgrat les objeccions de la Football League, la qual havia negat al Chelsea FC la mateixa oportunitat en la temporada prèvia. Rumb a la semifinal, la qual van perdre davant el Reial Madrid, l'equip va aconseguir una victòria de 10-0 sobre el campió belga RSC Anderlecht, el qual roman com el major triomf del club en tota la seva història.
La següent temporada, quan tornaven a la seva llar després d'una victòria en els quarts de final de la Copa d'Europa contra l'Estrella Roja de Belgrad, l'avió en què viatjaven jugadors del Manchester United, així com alguns periodistes i el propi Busby, es va estavellar en intentar desenganxar després de proveir-se de combustible a Munic, Alemanya. La catàstrofe aèria de Múnic del 6 de febrer de 1958 va ocasionar la pèrdua de 23 persones, entre ells vuit jugadors —Geoff Bent, Roger Byrne, Eddie Satisfan, Duncan Edwards, Mark Jones, David Pegg, Tommy Taylor i Billy Whelan— i va ferir a diversos altres.

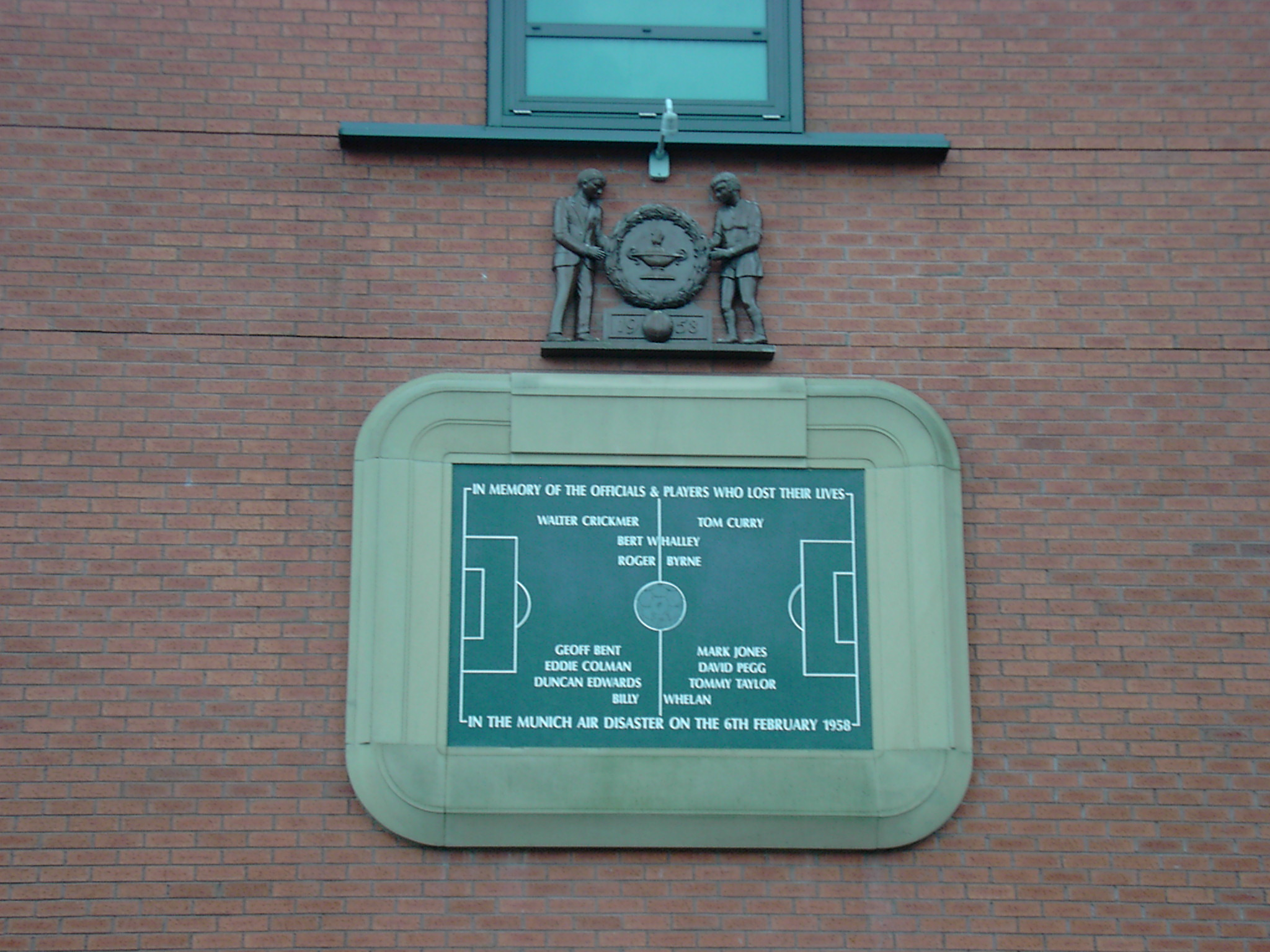
Una placa a Old Trafford a manera de tribut als jugadors que van morir en el desastre aeri de Múnic, el 1958.

El mànager de l'equip de reserves, Jimmy Murphy, va assumir el càrrec de mànager del United mentre Busby es recuperava de les seves ferides, i sota la seva gestió el conjunt provisional del club va arribar a la final de la FA Cup de 1958, la qual van perdre davant el Bolton Wanderers. En reconeixement de la tragèdia de l'equip, la UEFA va convidar al club a competir en la Copa d'Europa de 1958-59 juntament amb els eventuals campions de la lliga Wolverhampton Wanderers FC. Malgrat l'aprovació de l'Associació de Futbol d'Anglaterra, la Football League va determinar que el club no havia de participar en l'esdeveniment, ja que no s'havia classificat. Busby va redissenyar a l'equip a través de la dècada de 1960, amb la signatura de jugadors com Denis Law i Pat Crerand, els qui combinats amb la següent generació de jugadors joves —que incloïa a George Best— van guanyar la FA Cup el 1963, després de vèncer al Leicester City amb un marcador de 3-1 a l'antic estadi de Wembley. En els anys 1930, el club anglès de rugbi Salford va començar a recórrer França vestint pantalons vermells, i anomenant-se a si mateixos com «The Red Devils» —trad. «Els diables vermells». Busby es va interessar en el malnom, en pensar que resultava ser més intimidant per als oponents, que el malnom de «nens angelicals». Per tant, poc després va declarar que el Manchester United havia de ser conegut també com els «Red Devils», fet que va reflectir igualment en el logotip de l'equip. En la següent temporada van acabar en el segon lloc de la lliga, i van guanyar el títol el 1965 i el 1967. El 1968 el Manchester United va esdevenir el primer club anglès a guanyar la Copa d'Europa, en derrotar el Benfica amb un marcador de 4-1 en la final amb un equip que contenia a tres pilotes d'or o futbolistes europeus de l'any: Bobby Charlton, Denis Law i George Best. En ser els campions d'Europa, es van enfrontar a Estudiantes de la Plata, els campions sud-americans d'aquesta temporada, i van perdre la sèrie després que Estudiantes aconseguís un primer triomf d'1-0 a l'estadi La Bombonera, a Buenos Aires, Argentina i un empat 1-1 a Old Trafford. En la següent temporada, van perdre en la ronda de semifinals de la Copa d'Europa contra l'AC Milan. Busby va renunciar com a mànager el 1969 i va ser reemplaçat per l'entrenador de l'equip de reserves, l'ex jugador del Manchester United Wilf McGuinness.

### Canvi de mànagers (1969–86)

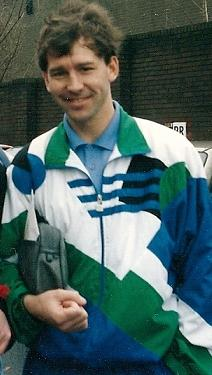
Bryan Robson va ser capità del Manchester United durant 12 anys, més que cap altre jugador en la història del futbol.

Després de finalitzar en el vuitè lloc durant la temporada 1969-70, i tenir una mala arrencada en la temporada 1970-71, Busby va tornar per un breu període com a mànager de l'equip i McGuinness va tornar al seu previ càrrec com a entrenador de l'equip de reserves. Al juny de 1971, Frank O'Farrell va resultar triat com a mànager, no obstant això, va durar menys de 18 mesos en el càrrec abans de ser reemplaçat per Tommy Docherty, al desembre de 1972. Docherty pràcticament va evitar que el Manchester acabés descendint en aquesta temporada, solament perquè el 1974 l'equip finalment acabés en la Second Division. Per llavors el trio de Best, Law i Charlton ja havia abandonat l'esquadra. En el seu primer intent, l'equip va guanyar la seva respectiva promoció i va arribar a la final de la FA Cup el 1976, no obstant això, van perdre davant el Southampton. Un any després van tornar a arribar a la final, i aquesta vegada van derrotar l'esquadra del Liverpool amb un marcador de 2-1. Poc després, Docherty va ser acomiadat després de descobrir-se el seu enamoriscament amb l'esposa del fisioterapeuta del club.(Barnes et al. 2001, p. 19)
Dave Sexton va substituir a Docherty com a mànager a l'estiu de 1977. Encara que quan sota la seva gestió es van incorporar notables jugadors com Joe Jordan, Gordon McQueen, Gary Bailey i Ray Wilkins —els dos primers provinents del Leeds—, el United no va obtenir cap assoliment significatiu en els següents anys; l'equip va acabar en el segon lloc de la temporada 1979-80, i van perdre la final de la FA Cup de 1979 contra l'Arsenal. El 1981 Sexton va ser acomiadat tot i que el club va guanyar els últims set partits en el seu període com a mànager.(Barnes et al. 2001, p. 20) Poc després, va ser reemplaçat amb Ron Atkinson, qui immediatament no va dubtar a trencar el rècord britànic en quotes de transferències en fer-se amb el jugador Bryan Robson, del West Bromwich Albion, per la xifra d'1,75 milions de lliures. Amb Atkinson en el càrrec, el Manchester United va guanyar la FA Cup en dos dels tres anys —1983 i 1985. La temporada 1985-86, després de tretze victòries i dos empats en els seus primers 15 partits disputats, el club era el favorit per guanyar la lliga, no obstant això, va acabar en el quart lloc del rànquing. La següent temporada, després de mals resultats i amb risc a descendir de nou, Atkinson va ser acomiadat.(Barnes et al. 2001, p. 20-21)

### L'era de Ferguson (1986–2013)

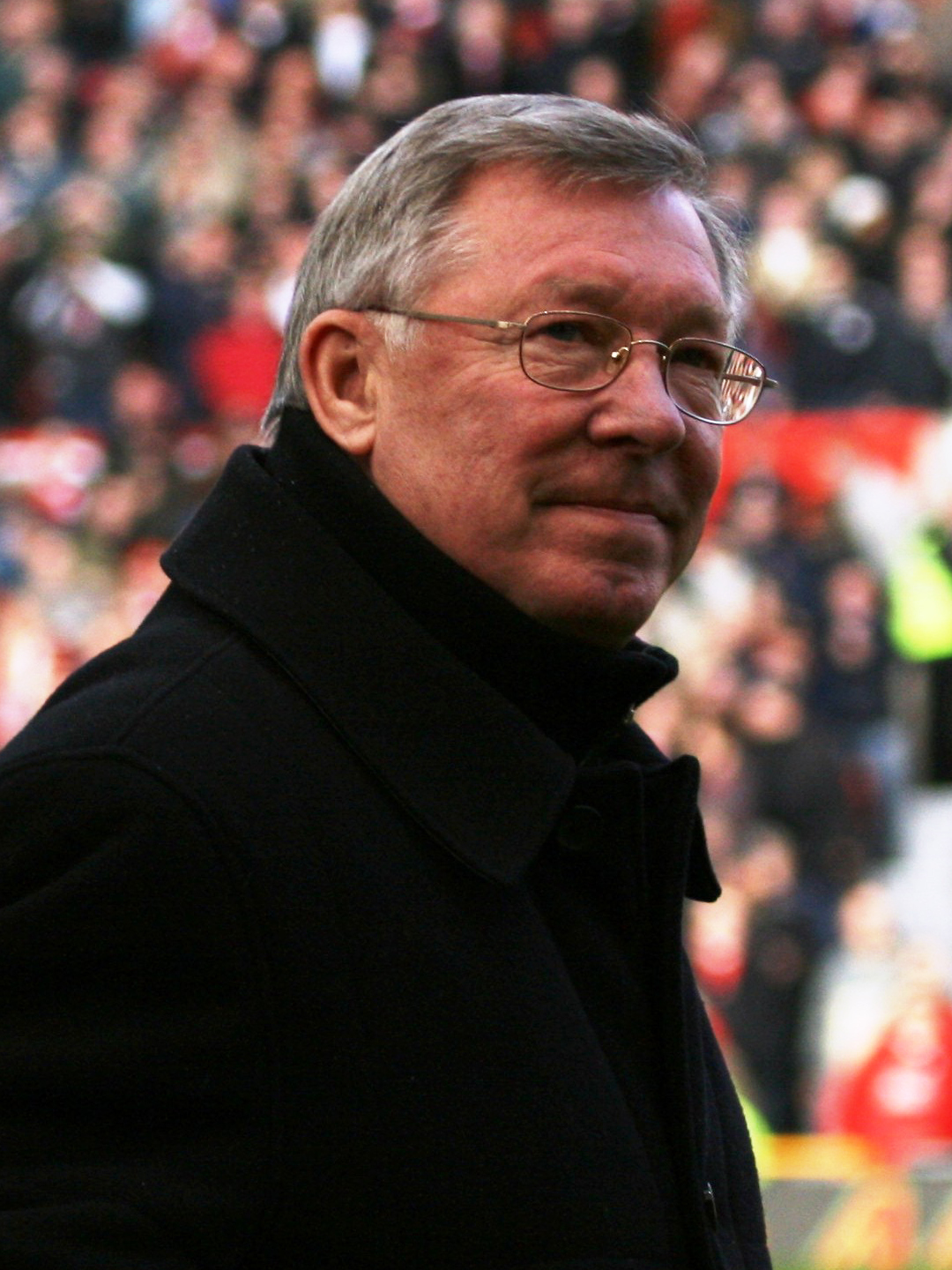
Alex Ferguson va ser mànager del Manchester United des de novembre de 1986 fins a maig de 2013.

Alex Ferguson i el seu assistent Archie Knox van arribar al club provinents de l'Aberdeen el mateix dia en què Atkison va ser acomiadat, i van guiar a l'equip a un 11è lloc de la lliga. Malgrat acabar en el segon lloc en la temporada 1987-88, el Manchester United novament va tornar a ocupar l'11è lloc en la següent temporada. A punt de ser acomiadat com a mànager, el triomf sobre l'esquadra del Crystal Palace en la final de la FA Cup de 1990 va salvar la gestió de Ferguson.

#### Anys 1990

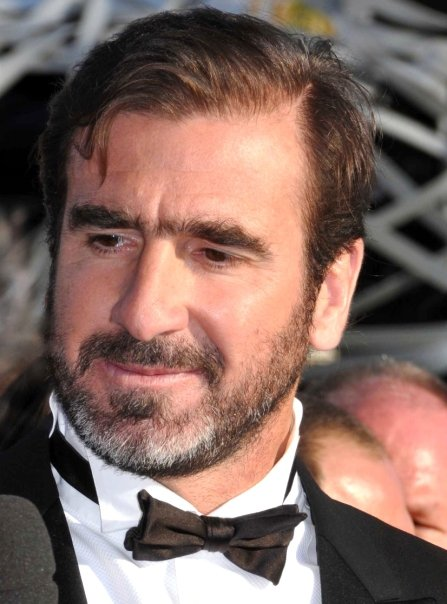
Éric Cantona (1992-97)

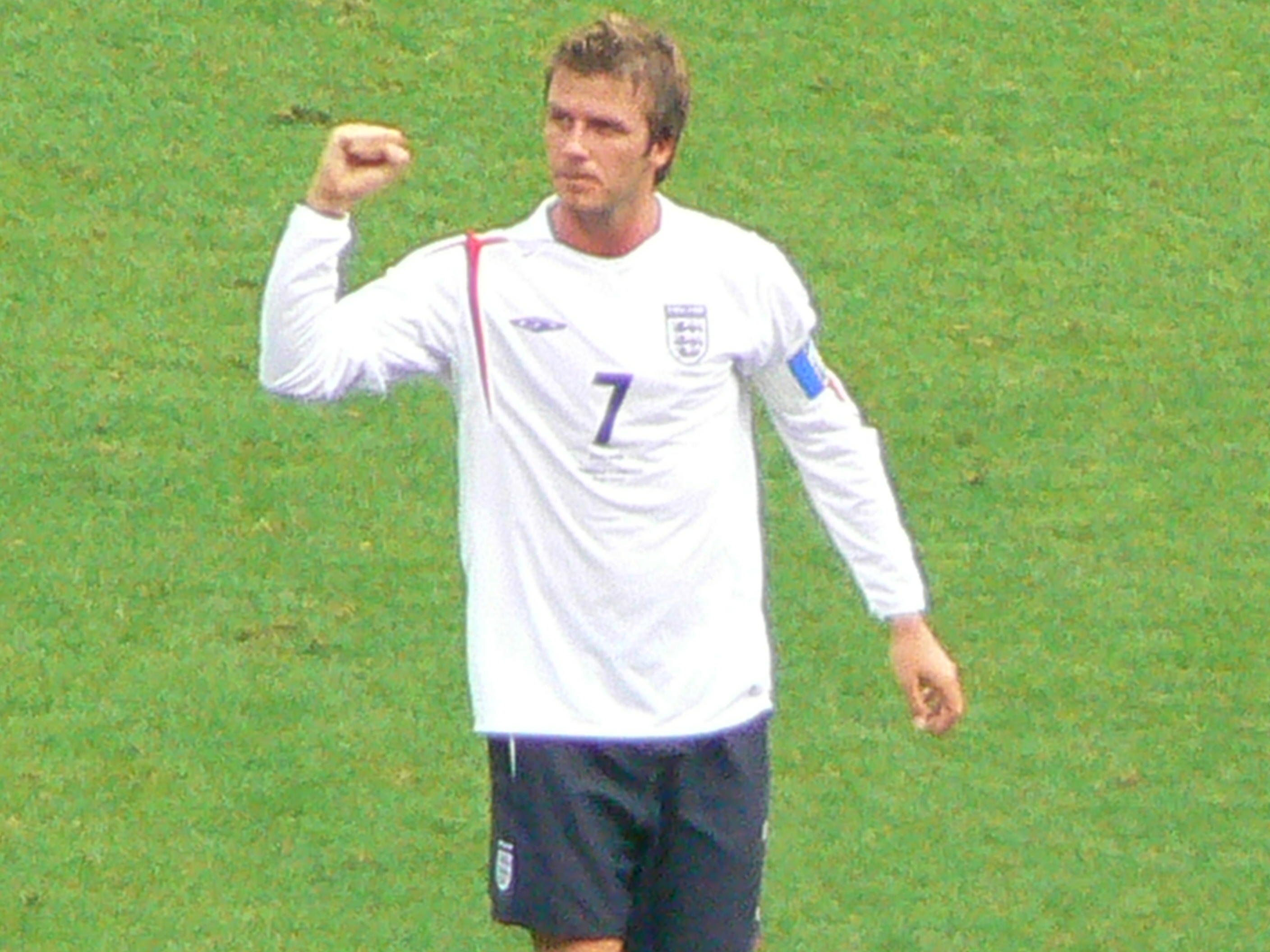
David Beckham (1993-2003)

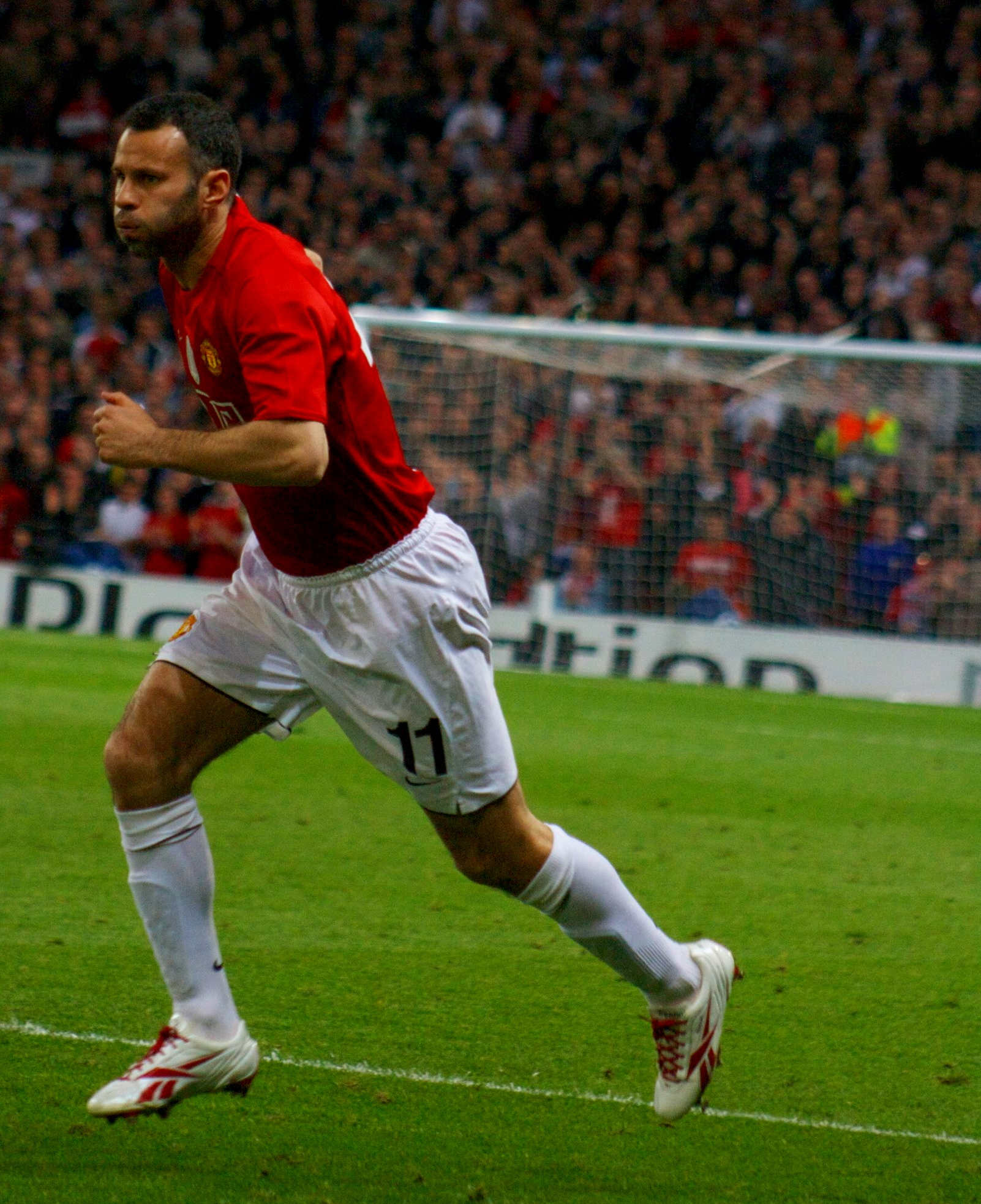
Ryan Giggs jugant el 2009.

La següent temporada, l'equip va obtenir la seva primera Recopa d'Europa i va competir en la Supercopa d'Europa de 1991, on van vèncer als campions de la Copa d'Europa Estrella Roja de Belgrad per 1-0 en la final disputada a Old Trafford. El 1992 novament van arribar a les finals i van derrotar el Nottingham Forest per 1–0 a Wembley. A l'any següent, el club va guanyar el seu primer títol de lliga des de 1967, i el 1994 —per primera vegada des de 1957— va obtenir el seu segon títol consecutiu —juntament amb la FA Cup— per completar el primer doblet en la història de l'equip. Abans que comencés la temporada 1995-96, el United va anunciar la venda de tres jugadors —Paul Ince (que es va unir a l'Inter de Milà), Mark Hughes (que es va unir al Chelsea) i Andréi Kanchelskis (qui es va integrar a l'Everton FC). En comptes de contractar a nous jugadors per reemplaçar als anteriors, Ferguson va preferir donar temps de joc a jugadors joves del planter com David Beckham, Ryan Giggs, Nicky Butt, Gary Neville, i Phil Neville juntament amb Paul Scholes. Els quatre primers havien format part de l'esquadra alternativa que va guanyar la Copa FA Juvenil de 1992, mentre que els dos últims van participar en les següents tres copes del mateix campionat. Alguns mitjans de premsa van començar a catalogar a aquesta nova generació de jugadors, la mitjana d'edat dels quals era de 24 anys, com els «Fergie's Fledglings» —trad: «novençans de Fergie», aquest últim terme en referència al cognom del tècnic—, i van assenyalar les similituds d'aquesta estratègia amb la implementada per Busby un parell de dècades enrere. Tot i que alguns van considerar que l'anterior no li garantiria triomfs a l'equip, el Manchester United va aconseguir guanyar la Premier League de 1996 amb un triomf final de 2-0 sobre el Middlesbrough. Poc després, va derrotar el Liverpool per 1-0 en la final de la FA Cup per així convertir-se en el primer club anglès a obtenir un segon doblet en la seva història, en guanyar la lliga i la FA Cup. Éric Cantona, triat com el futbolista de l'any, va passar a ser capità de l'equip després de la marxa d'Steve Bruce al Birmingham City.
La temporada 1998-99 va resultar ser la més reeixida del Manchester United en tota la seva trajectòria, doncs va esdevenir el primer equip a guanyar la Premier League —en derrotar el Tottenham Hotspur FC per 2-1—, la FA Cup —en vèncer al Newcastle United 2-0, amb gols de Teddy Sheringham i Scholes— i la Champions —el «triplet»— en la mateixa temporada. Quan anaven perdent per 1-0 en el temps de descompte de la final de la Champions de 1999, Teddy Sheringham i Ole Gunnar Solskjær van marcar els últims gols del partit per al triomf sobre l'FC Bayern de Múnic, en un partit que és considerat com una de les millors remuntades de tots els temps. A més, el United va guanyar la Copa Intercontinental després de vèncer al Palmeiras per 1–0 a Tòquio. Poc després Ferguson va obtenir el nomenament de cavaller per l'Orde de l'Imperi Britànic pels seus serveis al futbol.

#### Anys 2000

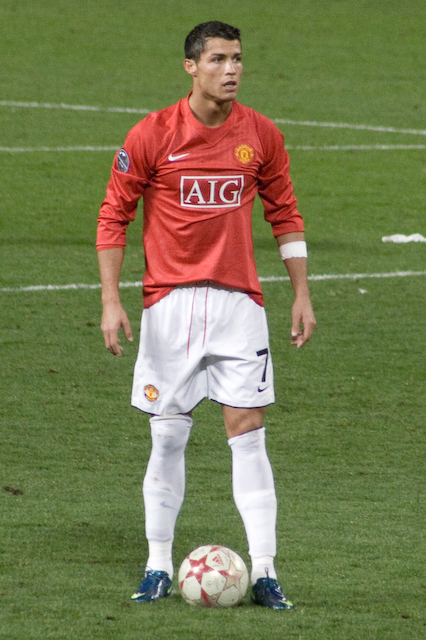
Cristiano Ronaldo (2003-2009).

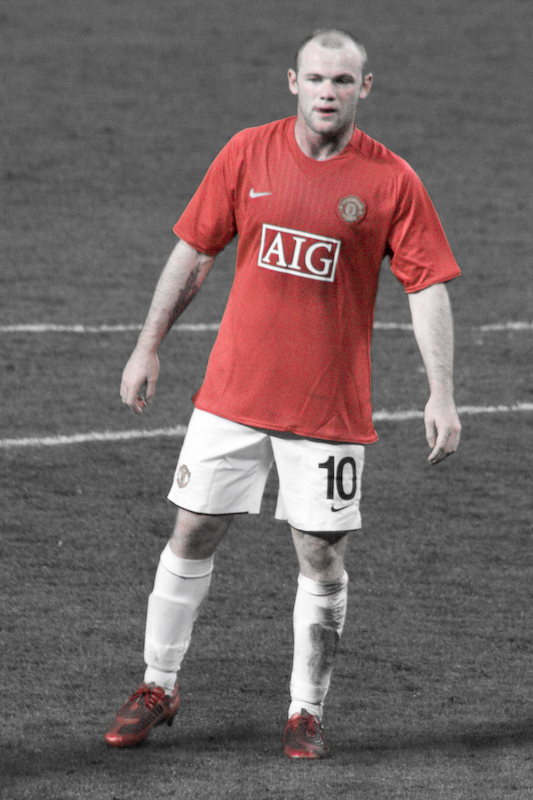
Wayne Rooney (2004-2017).

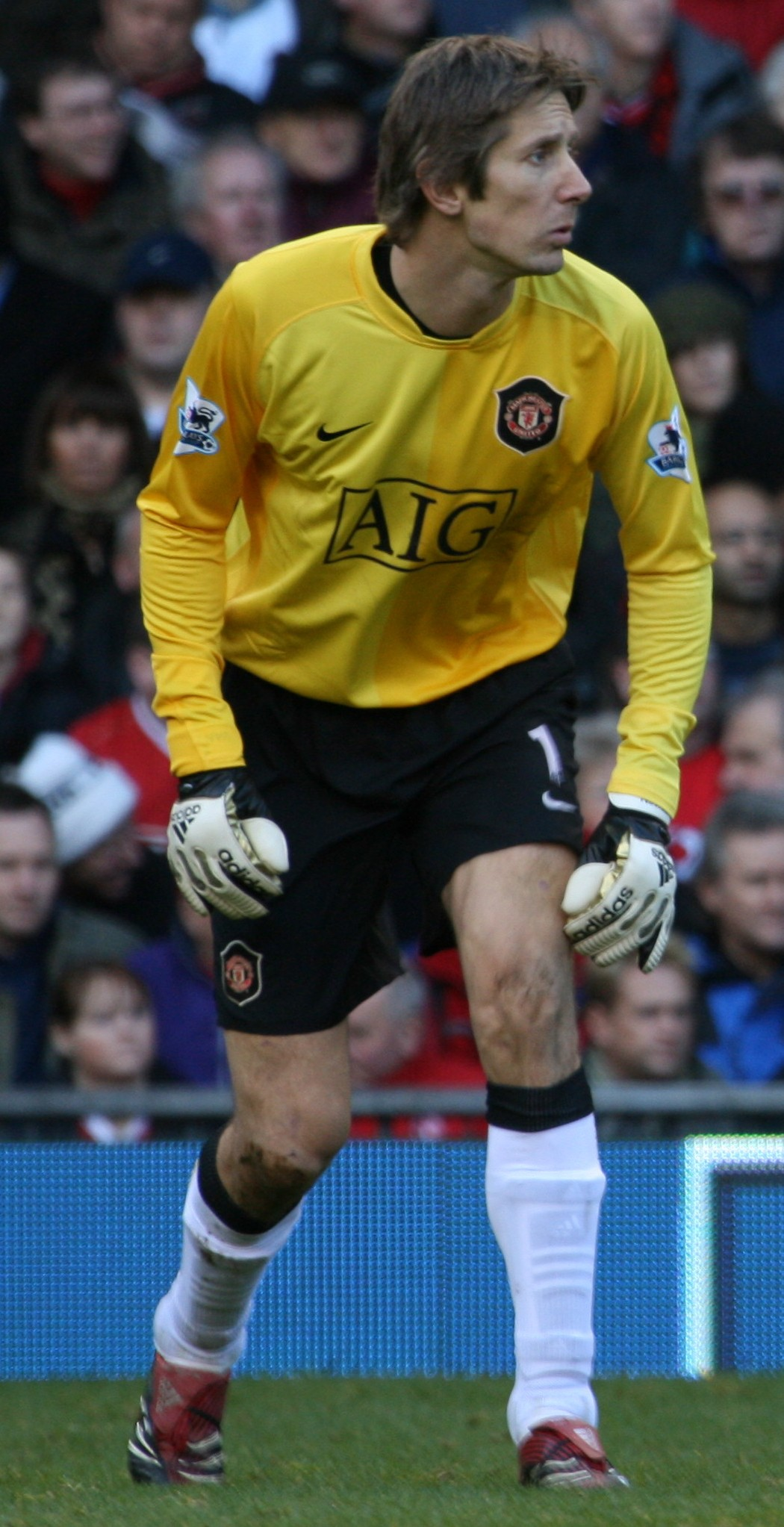
Edwin van der Sar (2005-2011).

El 2000 el Manchester United va competir en la primera Copa Mundial de Clubs de la FIFA, celebrada al Brasil, i va guanyar la lliga de nou en les temporades 1999-2000 i 2000-01. Van acabar com a subcampions de la lliga 2001-02, i van obtenir una vegada més el títol en la temporada 2002-03. Gairebé al final de la primera temporada, el club va contractar a Rio Ferdinand —del Leeds United— per 29 milions de lliures. Poc després, va vendre a David Beckham al Reial Madrid per 25 milions de lliures. A l'any següent van guanyar la FA Cup de 2003-04, després de vèncer al Millwall per 3–0, en la final disputada en el Millennium Stadium, a Cardiff.
A l'inici de la temporada 2004-05, el Manchester United va contractar al jugador Wayne Rooney —de l'Everton— per gairebé 26 milions de lliures. La temporada 2005-06, després que el migcampista Roy Keane deixés el club per marxar al Celtic, el Manchester United no es va poder classificar per a la ronda de vuitens de final de la Champions per primera vegada en més d'una dècada —després de perdre contra el Benfica—, no obstant això, va aconseguir assegurar un segon lloc en la lliga en derrotar el Wigan Athletic per 4-0, en la final de la Copa de la Lliga anglesa de futbol de 2006. L'equip va guanyar també la Premier League en les temporades 2006-07 i 2007-08; en aquesta última, el conjunt blanc-i-vermell i el Chelsea estaven empatats en la classificació general de la lliga, la qual cosa indicava que el campió s'adjudicaria l'última jornada. Així, l'11 de maig de 2008, el Manchester United es va coronar campió en derrotar el Wigan Athletic per 2-0, aprofitant al mateix temps l'empat 1-1 entre el Chelsea i el Bolton Wanderers. El 21 de maig, el conjunt va tornar a enfrontar-se al Chelsea en la final de la Copa d'Europa, quedant el marcador 1-1, amb gols de Cristiano Ronaldo i Frank Lampard. D'aquesta forma, la final es va resoldre mitjançant els penals, i el Manchester va quedar com a campió per 6-5 —amb els penals errats de John Terry i Nicolas Anelka per part del Chelsea, i Cristiano Ronaldo per part del Manchester United. Aquesta trobada es va jugar a l'Estadi Lujniki, a Moscou, i va passar a ser el segon doblet de l'equip en tota la seva història —el primer doblet concernent als títols de la lliga i la FA Cup, i aquest segon respecte als títols de la lliga i la Football League. D'altra banda, Giggs va fer un nou rècord en fer la seva aparició número 759 en el club durant el citat partit, amb el qual va sobrepassar la marca establerta prèviament per Bobby Charlton. Al desembre de 2008, després d'haver guanyat la Supercopa d'Anglaterra en derrotar el Portsmouth, el club va guanyar la Copa Mundial de Clubs de la FIFA 2008 en derrotar a la Liga de Quito per 1-0, i poc després va obtenir el títol de la Football League —en vèncer al Tottenham en la definició per penals— i el seu tercer títol successiu en la Premier League —després de derrotar a l'Arsenal)—, i el 18 en la seva història, amb el qual va igualar d'aquesta forma el rècord de títols que posseïa en solitari el Liverpool. El 27 de maig de 2009, el Manchester United va jugar la final de la Champions, la qual va perdre per 2-0 enfront del FC Barcelona, amb gols de Samuel Eto'o i Leo Messi per part de l'equip català. Aquest estiu, el Reial Madrid va adquirir a Cristiano Ronaldo per una xifra rècord de 80 milions de lliures.

#### Anys 2010

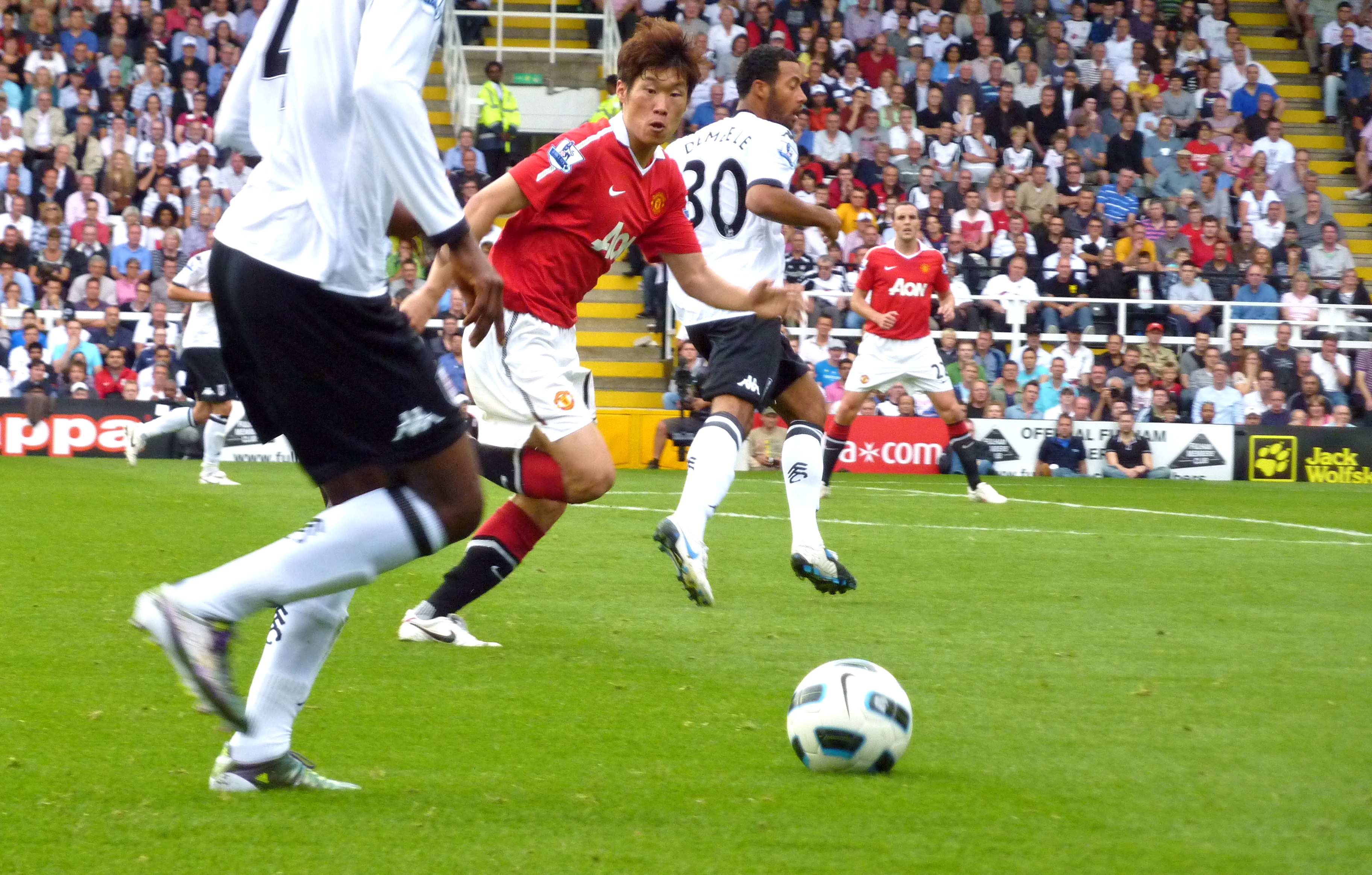
Fotografia d'un partit disputat el 2010, entre el Manchester United i el Fulham.

El 2010 el Manchester United va vèncer a l'Aston Villa per 2-1 a Wembley per retenir la Copa de la Lliga d'Anglaterra, la seva primera defensa reeixida d'una copa, i van ser subcampions de la Premier League, en finalitzar amb un sol punt de diferència per sota del Chelsea. De manera oposada, l'FC Bayern de Múnic els va eliminar en la fase de quarts de final de la Champions per la regla del gol de visitant. El 8 d'agost de 2010, el Manchester United va vèncer al Chelsea 3–1 per guanyar així la Supercopa d'Anglaterra. Per a la temporada 2010-11 de la Premier League, el club va contractar per 7 milions de lliures a Javier Hernández Balcázar —conegut amb el sobrenom de «Chicharito»—, que va rebre elogis per part de Ferguson per ser el primer davanter des de Ruud van Nistelrooy a marcar 20 gols en la seva temporada debutant a l'equip. Si bé van ser vençuts a les semifinals de la FA Cup d'aquest any, per 1-0, contra el Manchester City, poc després van obtenir el seu 19è títol de la Premier League, en empatar amb el Blackburn Rovers el 14 de maig de 2011 i aconseguir un total de 77 punts al final del torneig, la qual cosa el va posicionar en solitari com l'equip més guanyador d'Anglaterra en el qual a títols de lliga es refereix. En la final de la Champions d'aquesta temporada, duta a terme a l'estadi de Wembley, es van enfrontar de nou al FC Barcelona, que els va derrotar amb un marcador de 3-1 —l'únic gol del club anglès marcat per Rooney.
La temporada següent va ser escassa quant a títols. Encara que van retenir la Supercopa d'Anglaterra després de derrotar per 3-2 al Manchester City —l'únic assoliment de l'equip en aquesta campanya—, van quedar fora de la Champions en la fase de grups després d'obtenir solament nou punts; va ser la tercera vegada que l'equip blanc-i-vermell era eliminat en aquesta ronda de la competició europea durant la gestió de Ferguson. De manera similar, van quedar com a subcampions de la Premier League; si bé van obtenir la mateixa quantitat de punts que el Manchester City, aquest últim va tenir una major diferència de gols que el United. En la campanya de 2012-13, van tornar a guanyar la Premier League per 20a vegada en tota la seva història, amb una participació notable del davanter recentment fitxat Robin van Persie, provinent de l'Arsenal i al que van contractar per la quantitat de 24 milions de lliures. Quant a l'edició de la Champions, el club va ser derrotat pel Reial Madrid, per 3-2, en la ronda de vuitens de final.
El 19 de maig de 2013 Ferguson es va retirar com a director tècnic, després de 26 anys al capdavant del club anglès. Al llarg d'aquest període, va portar a l'equip a la consecució de 38 títols, aspecte que l'ha portat a ser considerat com l'entrenador de futbol més reeixit de la història del futbol anglès.

### Actualitat: 2013-present
Al maig de 2013 David Moyes va ser triat com a nou mànager del club, provinent de l'Everton, per les següents sis temporades. L'agost d'aquest any, el club va guanyar la Supercopa d'Anglaterra, després de vèncer 2-0 al Wigan, amb doblet marcat per Van Persie. Al mes següent, el club va tenir la seva primera derrota en la Premier League, així com en l'era de Moyes, enfront del Liverpool amb un resultat d'1-0. Al final d'aquest any, va acumular cinc derrotes i deu triomfs en la lliga, i va ocupar el setè lloc de la taula de posicions d'aquesta temporada. Quant a altres competicions, va resultar eliminat en la tercera fase de l'FA Cup, en la ronda de semifinals de la Copa de la Lliga i en la ronda de quarts de final de la Champions. El 21 d'abril es va anunciar la separació de Moyes de la direcció tècnica, quedant l'equip temporalment sota la supervisió de Ryan Giggs fins al final de la temporada. No obstant això, el futbolista gal·lès no va poder evitar que el Manchester es quedés fora de les competicions europees per primera vegada des de 1990. Malcolm Glazer, propietari de club des de 2005, va morir el 29 de maig de 2014.
En finalitzar la temporada al maig, Louis van Gaal va assumir la posició de director tècnic després de dirigir als Països Baixos en el Mundial del Brasil 2014. El neerlandès va començar la seva trajectòria amb un triomf de 7-0 contra Los Angeles Galaxy en un partit amistós de preparació per a la temporada 2014-15. Després el Manchester United va participar en la International Champions Cup 2014 celebrada als Estats Units, on accediria a la final del certamen guanyant 3-1 al Liverpool i consagrant-se campió. Malgrat que aquest any es va fer una forta inversió per renovar la plantilla, gastant més de 196 milions d'euros, el debut en la Premier League va resultar un fracàs perdent a casa 1-2 contra el Swansea i al final va quedar a la quarta posició de la lliga. Entre els nous incorporats a l'equip van estar Ángel di María i Radamel Falcao. La temporada 2015-16, l'equip va tenir una primera meitat de temporada molt complicada sent eliminat de la Lliga de Campions en la fase de grups i quedant-se fora de la baralla pel títol de lliga a meitat de lliga. L'equip va acabar la temporada quedant en cinquè lloc, classificant-se per l'Europa League i sent campió de l'FA Cup després de derrotar el Crystal Palace 1-2 a Wembley. Dies més tard, el club va anunciar la destitució de Louis Van Gaal. Al maig de 2016 el portuguès José Mourinho va signar contracte com a nou tècnic per tres anys.

## Escut i colors

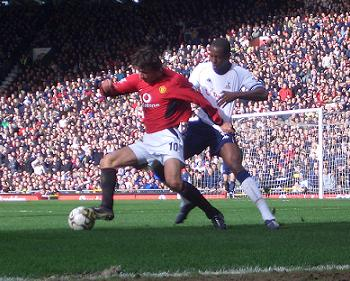
Ruud van Nistelrooy en un partit contra el Tottenham Hotspur FC.

El Manchester United vesteix samarreta vermella amb pantalons blancs i mitges blanques. L'escut del club es deriva de l'escut d'armes del Manchester City Council, l'autoritat local de Manchester, encara que l'única cosa que roman intacte d'aquell és el vaixell de vela.(Barnes et al. 2001, p. 49) La silueta, reminiscent a la representació comunament associada amb un dimoni, va sorgir del sobrenom del club «The Red Devils» —traduït literalment «Els diables vermells»—; aquesta es va incloure per primera vegada als programes i bufandes del club en els anys 1960, i va començar a formar part de l'escut de l'equip el 1970, encara que l'escut en si no s'inclouria en la samarreta dels jugadors sinó fins a 1971 —a menys que l'equip estigués jugant una final de copa.
En una fotografia de l'equip Newton Heath el 1892, s'observa que els jugadors vesteixen una samarreta amb quadres vermells i blancs, i pantalons blaus.(Barnes et al. 2001, p. 48) Entre 1894 i 1896 els jugadors portaven samarretes de color verd i or que després serien reemplaçades per les samarretes blanques, que es feien acompanyar de pantalons blaus. Després del canvi de nom del club el 1902, els colors van canviar i l'uniforme va consistir en samarretes vermelles, pantalons curts blancs i mitjons negres, el qual va esdevenir la vestimenta estàndard del Manchester United. Per al joc de la final de l'FA Cup el 1909 —el qual van guanyar—, van usar samarretes blanques amb un xebró vermell, i un escut amb una rosa vermella de Lancashire situat just en el costat esquerre del pit. Pels següents anys no es van fer modificacions importants a l'uniforme, fins a l'any 1922 quan l'equip va adoptar les samarretes blanques que tenien una «V» de color vermell fosc al voltant del coll, similar a la samarreta usada en la final de l'FA Cup de 1909. Aquest nou canvi va prevaler fins a l'any 1927. El 1934, els jugadors lluïen samarretes amb cèrcols de color cirera i blanc, encara que la següent temporada la samarreta vermella va tornar a usar-se després d'aconseguir la posició més baixa en la Second Division —20è lloc. Els mitjons negres van canviar a blanc de 1959 a 1965, quan finalment van ser reemplaçats amb mitjons vermells fins a 1971, moment en què el club va tornar a usar els negres.
L'uniforme del Manchester United de visitant amb freqüència ha consistit en una samarreta blanca, pantalons negres i mitjons blancs, encara que hi ha hagut diverses excepcions. Entre aquestes s'inclou la samarreta blava marina amb ratlles horitzontals platejades usades durant la temporada 1999-2000, i l'uniforme que es va usar el 2010, que consistia en una samarreta blanca amb quadres vermells i negres en les mànigues, acompanyada de pantalons curts negres i mitges blanques. La temporada 1995-96, es va usar un kit completament gris, encara que va deixar d'utilitzar-se després de dos jocs a causa que els jugadors deien tenir problemes per situar ràpidament als seus companys entre la multitud. El 2001, per celebrar 100 anys com «Manchester United», es va estrenar un kit blanc/daurat, encara que les samarretes usades en aquesta època no venien en doble presentació. El tercer kit del club és usualment de color blau, sent usat majoritàriament durant la temporada 2008-2009, per celebrar 40 anys des que es va usar aquest uniforme per al primer triomf del club en la Copa d'Europa el 1968. Algunes excepcions inclouen les samarretes amb franges blaves i blanques usades durant la temporada 1994-1995, un kit totalment negre vestit durant la temporada del triplet, i les samarretes blanques amb ratlles negres i vermelles horitzontals vestides entre 2003 i 2005. El kit de visitant del club usat en la temporada 2008-09 —una samarreta blanca amb seccions blaves i vermelles, pantalons blaus i mitges blanques— es va utilitzar com a tercer kit de l'equip en la temporada 2009-10.

### Evolució de l'uniforme
Manchester United Kit 2022-23, Home, Away and Third Kit by Adidas. Get the officially Released Kits of the Manchester United team.
| 2004-06 | 2006-07 | 2007-09 | 2009-10 | 2010-11 | 2011-12 | 2012-13 | 2013-14 | 2014-15 | 2015-16 |

## Estadis

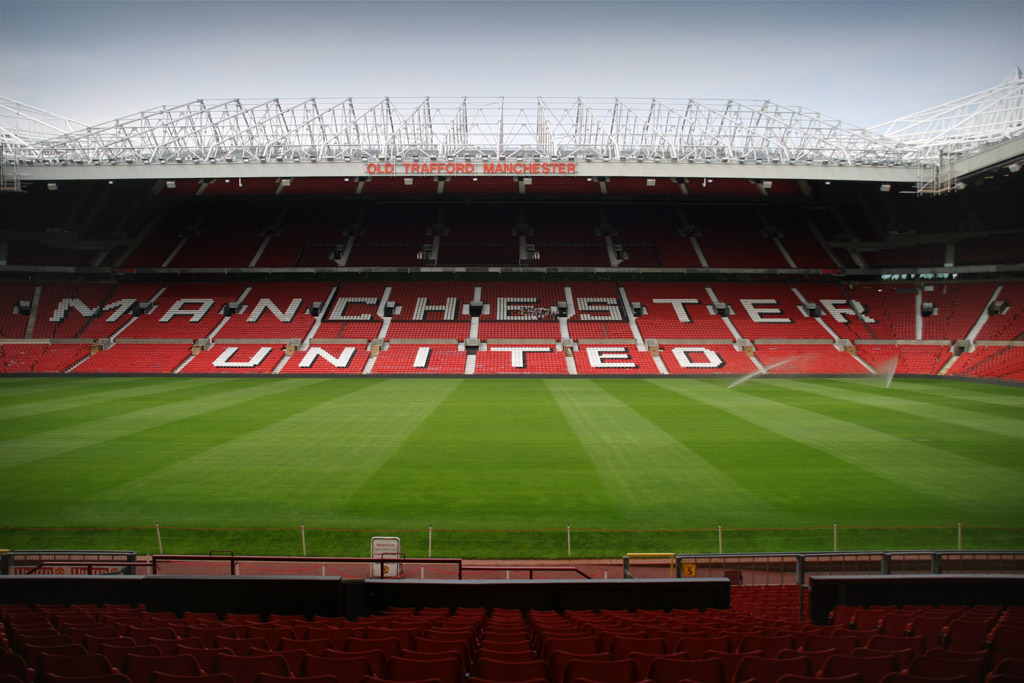
L'interior de l'estadi Old Trafford després de la seva recent ampliació el 2006.

El Newton Heath inicialment va disputar els seus partits com a local en un camp situat a North Road, a prop de l'empresa ferroviària a la qual pertanyia el club. La seva capacitat original era d'unes 12.000 persones, encara que els funcionaris del club van considerar que la capacitat de les instal·lacions era insuficient per a un club que aspirava a unir-se a la Football League.(White 2008, p. 21) El 1887 es va dur a terme un procés d'expansió del camp i, el 1891, el Newton Heath va usar les seves reserves financeres —que no eren abundants en aquesta època—, per comprar dues tribunes, cadascuna capaç d'albergar a 1.000 espectadors. Encara que no es van registrar assistents a molts dels primers partits a North Road, la major assistència de la qual es té registre va ser d'aproximadament 15.000 persones, per a un partit de la First Division contra el Sunderland el 4 de març de 1893. Una assistència similar havia ocorregut prèviament durant un partit amistós contra el Gorton Villa, el 5 de setembre de 1889.
Al juny de 1893, després que el club fos desallotjat de North Road pels seus amos, Manchester Deans and Canons —els qui sentien que era inadequat per al club cobrar una quota per ingressar al camp—, el secretari A. H. Albut va decidir usar l'àrea de Bank Street, a Clayton. En un inici no tenia graderies; les primeres es van construir per al començament de la temporada 1893-94. Una abastava tota l'extensió del terreny de joc en un costat, i l'altra es trobava darrere de la porteria en el «Bradford end» —«extrem Bradford». A l'extrem oposat, el «Clayton end», el camp havia estat «construït, proporcionant-se milers per a aquesta àrea [sic]».(Shury & Landamore 2005, p. 21-22) El primer partit de lliga disputat pel Newton Heath a Bank Street va ser contra el conjunt de Burnley FC l'1 de setembre de 1893, quan 10.000 espectadors van veure a Alf Farman marcar una tripleta, els únics gols del Newton Heath en el seu triomf per 3-2. Els seients restants es van completar per al següent partit de la lliga contra el Nottingham Forest, tres setmanes després. A l'octubre de 1895, abans de la visita del Manchester City, el club va adquirir una tribuna amb una capacitat de 2.000 seients del club de rugbi league Broughton Rangers, a més d'incorporar una altra tribuna en el «costat reservat» —per diferenciar-ho del «costat popular». No obstant això, el clima d'aquesta època va limitar l'assistència per al partit contra el Manchester City a només 12.000 espectadors.
Una vegada que el camp de Bank Street es va tancar temporalment per assumptes judicials el 1902, el capità Harry Stafford va recaptar prou diners per a pagar el següent partit del club com a visitants contra el Bristol City i va trobar un local temporal a Harpurhey per als següents partits de reserva contra el Padiham. Després d'una inversió financera, el nou president del club J. H. Davies va pagar 500 lliures per erigir una nova tribuna de 1.000 seients a Bank Street.(Inglis 1996, p. 234) En els següents quatre anys, l'estadi es va cobrir de seients en els seus quatre costats i va poder albergar a un aproximat de 50. 000 espectadors, alguns dels quals podien mirar els partits des del mirador situat damunt de la tribuna central.
No obstant això, després del primer títol de lliga del Manchester United el 1908 i la FA Cup un any després, es va determinar que el Bank Street era massa restrictiu respecte a l'ambició de Davies; al febrer de 1909, sis setmanes abans del primer títol de la FA Cup de l'equip, es va nomenar a Old Trafford com la nova seu del Manchester United després d'adquirir el terreny per al voltant de 60.000 lliures. L'arquitecte Archibald Leitch va obtenir un pressupost de 30.000 lliures per dur a terme la construcció de l'estadi; els plans originals consistien en un recinte amb una capacitat de 100.000 assistents, encara que les limitacions del pressupost van obligar a reduir el projecte a només 77.000 seients. La construcció de l'edifici va recaure al seu torn en la constructora Messrs Brameld i Smith, de Manchester. La major assistència a l'estadi es va registrar el 25 de març de 1939, quan es va disputar la semifinal de la FA Cup entre el Wolverhampton Wanderers FC i el Grimsby Town i es va aconseguir una assistència de 76.962 persones.
Els bombardejos durant la Segona Guerra Mundial van destruir gran part de l'estadi. El túnel central de la graderia sud va ser l'única cosa que va quedar d'aquella època. Al final de la guerra, el club va obtenir una compensació per part de la War Damage Commision per un total de 22.278 lliures. Mentre el procés de reconstrucció es duia a terme, l'equip va disputar els seus partits com a local a l'estadi Maine Road del Manchester City. A l'any, el Manchester United va haver de pagar 5.000 lliures conjuminat a un percentatge nominal sobre les entrades de cada partit. Posteriors millores van incloure l'addició dels sostres, primer a l'extrem Stretford i després a les tribunes de les zones nord i est. Els sostres eren sostinguts per pilars que obstruïen la visió de molts espectadors, per la qual cosa van ser substituïts eventualment amb una estructura de mènsula. L'extrem Stretford va ser de fet l'última zona de l'estadi a la qual se li va proporcionar l'estructura de mènsula, la qual es va completar a temps per a la temporada de 1993-94. El 25 de març de 1957 es van estrenar quatre torres de 180 peus (55 m) que van tenir un cost de 40.000 lliures, cadascuna amb una capacitat de 54 reflectores individuals. Aquestes es van desmantellar el 1987 per ser reemplaçades per un sistema d'il·luminació integrat en el sostre de cada tribuna, el qual roman en l'actualitat.
El 1993 l'informe Taylor va exigir que per a un estadi com Old Trafford la capacitat mínima devia ser de 44.000 espectadors. El 1995 la zona nord es va redissenyar en tres nivells, amb el qual es va restaurar així la capacitat a aproximadament 55.000 espectadors. Per al final de la temporada 1998-99, es van afegir segons nivells a les tribunes est i oest de l'estadi, aconseguint-se una nova capacitat de gairebé 67.000 assistents, i entre juliol de 2005 i maig de 2006 es van afegir més seients per mitjà dels segons nivells en els quadrants nord-oest i nord-est. Alguns dels nous seients es van utilitzar per primera vegada el 26 de març de 2006, quan es va registrar un nou rècord d'assistència a la Premier League de 69.070 espectadors. El rècord anterior va ser vençut el 31 de març de 2007, quan es va registrar una assistència de 76.098 espectadors al partit entre el Manchester United i el Blackburn Rovers, conjunt que van derrotar per 4-1, amb solament 114 seients desocupats (un 0,15% de la capacitat total d'Old Trafford de 76.212 seients). El 2009 es van reorganitzar els seients i es va reduir la capacitat a 75.957 espectadors.(Morgan 2010, p. 44-48) Per a la temporada 2012-13, havien 75.765 seients disponibles per a l'audiència.

## Suport i afició
El Manchester United és considerat com el club de futbol més popular del món, amb la mitjana d'assistència més alta d'Europa. La base de seguidors de l'equip a nivell mundial inclou a més de 200 sucursals reconegudes del Manchester United Supporters Club (MUSC), en almenys 24 països diferents. El conjunt pren avantatge d'aquest suport a través dels seus recorreguts internacionals d'estiu. L'empresa de comptabilitat i consultors de la indústria esportiva Deloitte va estimar que, el 2008, el Manchester United comptava amb 75 milions de seguidors a tot el món,(Hamil 2008, p. 126) mentre que altres fonts van assegurar que la xifra precisa era propera als 333 milions de seguidors. El 2012 el lloc web oficial de l'equip va revelar que la quantitat de seguidors a tot el món és de 659 milions.
Els seguidors estan representats per dos organismes independents: Independent Manchester United Supporters Association (IMUSA), que manté vincles propers amb el club a través del fòrum de seguidors del MUFC, i Manchester United Supporters' Trust (MUST). Una vegada que la família Glazer va prendre el control del club el 2005, un grup de seguidors va crear un club escindit denominat Football Club United of Manchester. La tribuna oest d'Old Trafford —l'extrem Stretford— és l'extrem local i on es troba generalment el major suport vocal per a l'equip durant les trobades aquí celebrades.(Barnes et al. 2001, p. 52)

### Rivalitats
El Manchester United té rivalitats amb quatre equips: Leeds United FC, Liverpool FC, Manchester City —amb el qual disputa el derbi de Manchester— i l'Arsenal FC.
La rivalitat amb el Liverpool va sorgir d'una competència entre ambdues ciutats durant la Revolució Industrial, quan Manchester era notable per la seva indústria tèxtil mentre que Liverpool era sobretot un important port. D'altra banda, la «rivalitat de les roses» amb Leeds té el seu origen en la Guerra de les Dues Roses disputada entre la Casa de Lancaster i la Casa de York, on el Manchester United representa a Lancashire i el Leeds a Yorkshire. La competència amb el Manchester City obeeix al fet que tots dos equips pertanyen a la mateixa ciutat anglesa, mentre que la disputa entre l'Arsenal i els Red Devils es deu a la lleugera diferència en la quantitat de títols de lliga que posseeix cadascun.

## Marca global

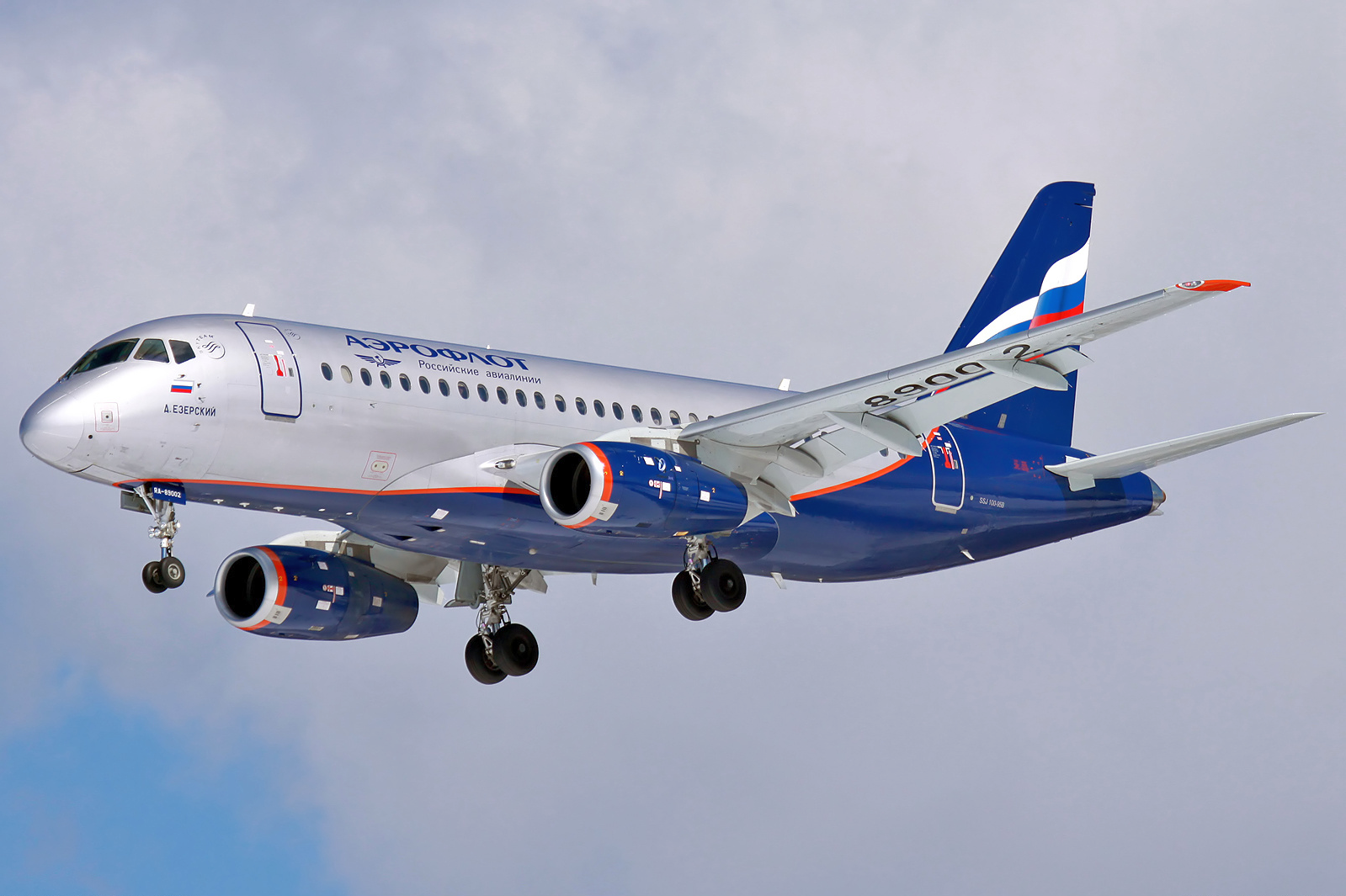
Aeroflot és un vehicle oficial del club.

El Manchester United constitueix una marca amb notable presència global; un informe de l'any 2009 va valorar la marca i les propietats intel·lectuals associades al club en 329 milions de lliures, donant-li una qualificació d'AAA («Extremadament forta»). El 2010 la revista Forbes va classificar al Manchester United en el segon lloc del seu llistat de les deu marques d'equips esportius més reeixides, solament per sota dels New York Yankees, amb una fortuna estimada en 285 milions de dòlars (la qual cosa representa el 16% del valor total del club calculat en 1.835 milions de dòlars). El conjunt va ocupar el tercer lloc de la Deloitte Football Money League de 2011 —per darrere del Reial Madrid i el FC Barcelona.
La força de la marca global del Manchester United és sovint atribuïda a la reestructuració que li va fer Busby a l'equip i el subsegüent èxit que va envoltar al club després del desastre aeri de Múnic, un succés que va atreure l'atenció mundial. La plantilla d'aquesta època incloïa a Bobby Charlton, Nobby Stiles —integrants de la selecció nacional d'Anglaterra que va guanyar la Copa Mundial de 1966—, Denis Law i George Best. L'estil ofensiu de joc adoptat per aquesta esquadra —en contrast a l'enfocament defensiu estil catenaccio difós pels principals equips italians d'aquesta època— «va capturar la imaginació de l'audiència anglesa».(Hamil 2008, p. 116) L'equip de Busby també era associat amb l'alliberament de la societat occidental durant els anys 1960. George Best, sobrenomenat com el «cinquè Beatle» pel seu icònic tallat de cabells, va esdevenir el primer futbolista a desenvolupar de forma significativa un perfil fora de la premsa esportiva.
A més de ser el primer club de futbol anglès a cotitzar a la Borsa de Londres el 1991, el Manchester United va aconseguir un capital notable amb el qual aniria desenvolupant la seva estratègia comercial. L'enfocament del club en l'èxit comercial i esportiu va portar amb si beneficis importants en una indústria que amb freqüència es caracteritza per les pèrdues cròniques. La força de la marca del Manchester United es va veure reforçada per una intensa atenció dels mitjans en alguns jugadors del planter, més notablement en David Beckham —qui ràpidament va desenvolupar la seva pròpia marca global individual. Aquesta atenció sovint genera un major interès en les activitats que tenen a veure amb els partits a disputar-se i, per tant, crea oportunitats de patrocini —el valor del qual és manejat per l'exposició televisiva. Durant el seu pas pel club, la popularitat de Beckham va arribar al continent asiàtic i va esdevenir la raó de l'èxit comercial de l'equip en aquesta regió del món.
A causa dels resultats cada vegada millors que l'esquadra va anar obtenint a la lliga amb relació a una major quota de drets de televisió, l'èxit en el camp genera encara un major ingrés per a l'equip. Des dels començaments de la Premier League, el Manchester United ha rebut la major quota d'ingressos generada per un acord de transmissió amb la cadena BSkyB. Així mateix, el club s'ha fet creditor constantment als més alts ingressos comercials que qualsevol altre equip anglès. La temporada 2005-2006, la divisió comercial del Manchester United va generar fins a 51 milions de lliures en comparació als 42,5 milions del Chelsea, els 39,3 milions del Liverpool, els 34 milions de l'Arsenal i els 27,9 milions del Newcastle United. Una relació de patrocini clau en tot això ha estat amb la companyia Nike, doncs en un contracte signat el 2002 per 303 milions de lliures durant tretze anys, gestiona les operacions de mercat del club com a part d'una associació entre el club i l'empresa. A través del Manchester United Finance i de l'esquema d'afiliació del club, One United, aquells que tenen una afinitat pel club poden comprar una sèrie de mercaderies i serveis propis de la marca. En addició a l'anterior, els serveis de l'equip en els mitjans de comunicació —tals com el canal de televisió del club, MUTV— han permès que el Manchester United estengui la seva base de seguidors a una xifra encara major a la qual és capaç d'albergar en el seu estadi Old Trafford.

## Propietat i finances
Originalment finançat per la Lancashire i Yorkshire Railway Company, el club va esdevenir una societat anònima el 1892 i va vendre les seves accions als seguidors locals de l'equip per 1 lliure a través d'un formulari. El 1902 la propietat va passar íntegrament als quatre empresaris locals que van invertir cadascun 500 lliures per rescatar al club de la fallida, entre els quals es va incloure el que després es convertiria en el president del club, J. H. Davies. Després de la mort de Davies el 1927, el club va tornar a enfrontar-se a la fallida, però aquesta vegada va aconseguir ser rescatat a la fi de 1931 per James W. Gibson, qui va assumir el control del club després d'invertir 2.000 lliures. Gibson va promoure al seu fill, Alan, al mateix càrrec el 1948, no obstant això va morir tres anys després; la família Gibson va retenir la propietat del club, però la posició de president va passar a l'exjugador Harold Hardman.
Promogut al càrrec de president uns dies després del desastre de Múnic, Louis Edwards, un amic de Busby, va començar a adquirir accions del club; després d'una inversió de gairebé 40.000 lliures, va acumular un percentatge de participació del 54% pel que va assumir el control de l'equip el 1964. Quan Lillian Gibson va morir a principis de 1971, les seves accions van passar a Alan Gibson, que va vendre un percentatge de les seves accions al fill de Louis Edwards, Martin, el 1978; Martin Edwards va esdevenir president del club després de la mort del seu pare el 1980. El magnat dels mitjans de comunicació Robert Maxwell va intentar comprar al Manchester United el 1984, no obstant això no va aconseguir arribar a un acord amb Edwards. El 1989 Edwards va tractar de vendre el club a Michael Knighton per 20 milions de lliures, però la venda no va aconseguir concretar-se i Knighton, en canvi, es va unir a la junta directiva.
El Manchester United va començar a cotitzar al mercat de valors el juny de 1991 —on va aconseguir un valor de 6,7 milions de lliures—, i va rebre una altra oferta de compra el 1998, aquesta vegada de l'empresa British Sky Broadcasting, de Rupert Murdoch. Això va provocar la formació del Shareholders United Against Murdoch —més tard anomenat Manchester United Supporters' Trust— que anima als partidaris a comprar accions del club en un intent per evitar qualsevol possible compra hostil. La junta directiva del Manchester United va acceptar una oferta per 623 milions de lliures, però la transacció va ser bloquejada per la Comissió de Fusions i Monopolis a l'abril de 1999. Uns anys després, va emergir una lluita pel poder entre el mànager del club Alex Ferguson i els seus companys de carreres de cavalls John Magnier i J. P. McManus, els qui gradualment es van anar convertint en els principals accionistes. En una disputa que va sorgir arran de la propietat controvertida del cavall Rock of Gibraltar, Magnier i McManus van intentar remoure a Ferguson de la seva posició de mànager, i la junta directiva va respondre en atreure a inversors per així reduir la majoria dels irlandesos en qüestió d'accions.
Al maig de 2005 Malcolm Glazer va comprar la participació del 28,7% en poder de McManus i Magnier, per la qual cosa va adquirir una participació de control a través del seu vehicle d'inversió Red Football Ltd, en una presa de possessió d'alt nivell on es va valorar al club en aproximadament 800 milions de lliures —aproximadament 1.500 milions de dòlars per aquell temps. El juliol de 2006, el club va anunciar un paquet de refinançament del deute amb un valor de 660 milions de lliures, la qual cosa va resultar en una reducció del 30% en els pagaments d'interessos anuals a 62 milions de lliures a l'any. El gener de 2010, amb deutes de 716 milions de lliures, el Manchester United es va refinançar a través d'una emissió de bons amb valor de 504 milions de lliures, la qual cosa els va permetre pagar la major part del préstec de 509 milions de lliures als bancs internacionals. L'interès anual reportat pels bons —el qual venç l'1 de febrer de 2017— és d'aproximadament 45 milions de lliures a l'any. Malgrat la reestructuració, el deute del club va provocar protestes dels seguidors el 23 de gener de 2010, tant a Old Trafford com en el Trafford Training Centre (també propietat del club). Així, alguns grups de partidaris van encoratjar als afeccionats a vestir els colors verd i or en els partits, els quals eren els colors insígnia del Newton Heath. El 30 de gener alguns periodistes van informar que el Manchester United Supporters' Trust havia celebrat reunions amb un grup de seguidors rics anomenats en conjunt com els «Red Knights», el pla del qual és adquirir el percentatge de participació dels Glazer.
D'acord amb la revista Forbes, al final de 2011 el Manchester United posseeix un valor de 269 milions de dòlars, convertint-se així en el club amb millor èxit financer del futbol seguit de l'espanyol Reial Madrid i de l'alemany FC Bayern de Múnic. Així mateix, això el converteix en el segon club esportiu més valuós de qualsevol categoria —després de l'equip de beisbol nord-americà New York Yankees. L'agost de 2011 van circular rumors que els Glazer planejaven contactar a la prestatària financera Credit Suisse Group, amb la intenció de dur a terme una oferta pública de venda per mil milions de dòlars —aproximadament 600 milions de lliures— a la Borsa de Singapur.
El juliol de 2012, el club va anunciar els seus plans de cotitzar-se a la Borsa de Nova York. Si bé cada acció seria venuda entre 16 i 20 dòlars com a xifra inicial, el dia en què es va incorporar a la borsa —10 d'agost— el cost es va reduir a 14 dòlars, a causa de les males opinions d'alguns analistes de Wall Street així com al previ debut de Facebook en aquest mercat de valors, que no va obtenir el resultat esperat pels seus propietaris. Malgrat l'anterior fet, el Manchester United es va valorar en 2.300 milions de dòlars, amb el qual va esdevenir el club de futbol més valuós de tot el món.
El 2012, The Guardian va estimar que el club havia pagat un total de més de 500 milions de lliures en interessos de deute i altres honoraris en nom dels Glazers, i el 2019 va informar que la suma total que pagava el club per aquestes comissions havia va augmentar fins als 1.000 milions de lliures esterlines. A finals de 2019, el club tenia un deute net de prop de 400 milions de lliures esterlines i els Glazers conserven el control sobre el club, amb més del 70% de les accions, i un poder de vot encara més elevat.

## Palmarès
- 1 Copa Intercontinental de futbol: 1999
- 1 Campionat del Món de Clubs de futbol: 2008
- 3 Lligues de Campions: 1967-68, 1998-99, 2007-08
- 1 Recopa d'Europa de futbol: 1990-91
- 1 Lliga Europa de la UEFA: 2016-17
- 1 Supercopa d'Europa de futbol: 1991
- 20 Lligues angleses: 1907-08, 1910-11, 1951-52, 1955-56, 1956-57, 1964-65, 1966-67, 1992-93, 1993-94, 1995-96, 1996-97, 1998-99, 1999-00, 2000-01, 2002-03, 2006-07, 2007-08, 2008-09, 2010-11, 2012-13
- 13 Copes angleses: 1908-09, 1947-48, 1962-63, 1976-77, 1982-83, 1984-85, 1989-90, 1993-94, 1995-96, 1998-99, 2003-04, 2015-16, 2023-24
- 6 Copes de la Lliga anglesa: 1991-92, 2005-06, 2008-09, 2009-10, 2016-17, 2022-23
- 2 Lligues angleses de Segona Divisió: 1935-36, 1974-75
- 21 Community Shield: 1908, 1911, 1952, 1956, 1957, 1965, 1967, 1977, 1983, 1990, 1993, 1994, 1996, 1997, 2003, 2007, 2008, 2010, 2011, 2013, 2016

## Jugadors

### Plantilla 2025-26
A 9 agost 2025
| N. | Pos. | Nac. | Jugador                  |
| -- | ---- | --- | ------------------------ |
| 1  | POR  | [[Fitxer:Flag of Turkey.svg\|23x15px\|border \|alt=Turquia\|link=Selecció de futbol de Turquia\|{{#if:\|]]                        | Altay Bayındır           |
| 2  | DEF  | [[Fitxer:Flag of Portugal (official).svg\|23x15px\|border \|alt=Portugal\|link=Selecció de futbol de Portugal\|{{#if:\|]]         | Diogo Dalot              |
| 3  | DEF  | [[Fitxer:Flag of Morocco.svg\|23x15px\|border \|alt=Marroc\|link=Selecció de futbol del Marroc\|{{#if:\|]]                        | Noussair Mazraoui        |
| 4  | DEF  | [[Fitxer:Flag of the Netherlands.svg\|23x15px\|border \|alt=Països Baixos\|link=Selecció de futbol dels Països Baixos\|{{#if:\|]] | Matthijs de Ligt         |
| 5  | DEF  | [[Fitxer:Flag of England.svg\|23x15px\|border \|alt=Anglaterra\|link=Selecció de futbol d'Anglaterra\|{{#if:\|]]                  | Harry Maguire            |
| 6  | DEF  | [[Fitxer:Flag of Argentina.svg\|23x15px\|border \|alt=Argentina\|link=Selecció de futbol de l'Argentina\|{{#if:\|]]               | Lisandro Martínez        |
| 7  | MIG  | [[Fitxer:Flag of England.svg\|23x15px\|border \|alt=Anglaterra\|link=Selecció de futbol d'Anglaterra\|{{#if:\|]]                  | Mason Mount              |
| 8  | MIG  | [[Fitxer:Flag of Portugal (official).svg\|23x15px\|border \|alt=Portugal\|link=Selecció de futbol de Portugal\|{{#if:\|]]         | Bruno Fernandes (capità) |
| 9  | DAV  | [[Fitxer:Flag of Denmark.svg\|23x15px\|border \|alt=Dinamarca\|link=Selecció de futbol de Dinamarca\|{{#if:\|]]                   | Rasmus Højlund           |
| 10 | DAV  | [[Fitxer:Flag of Brazil.svg\|23x15px\|border \|alt=Brasil\|link=Selecció de futbol del Brasil\|{{#if:\|]]                         | Matheus Cunha            |
| 11 | DAV  | [[Fitxer:Flag of the Netherlands.svg\|23x15px\|border \|alt=Països Baixos\|link=Selecció de futbol dels Països Baixos\|{{#if:\|]] | Joshua Zirkzee           |
| 12 | DEF  | [[Fitxer:Flag of the Netherlands.svg\|23x15px\|border \|alt=Països Baixos\|link=Selecció de futbol dels Països Baixos\|{{#if:\|]] | Tyrell Malacia           |
| 13 | DEF  | [[Fitxer:Flag of Denmark.svg\|23x15px\|border \|alt=Dinamarca\|link=Selecció de futbol de Dinamarca\|{{#if:\|]]                   | Patrick Dorgu            |
| 15 | DEF  | [[Fitxer:Flag of France (1794–1815, 1830–1974).svg\|23x15px\|border \|alt=França\|link=Selecció de futbol de França\|{{#if:\|]]   | Leny Yoro                |
| 16 | MIG  | [[Fitxer:Flag of Côte d'Ivoire.svg\|23x15px\|border \|alt=Costa d'Ivori\|link=Selecció de futbol de la Costa d'Ivori\|{{#if:\|]]  | Amad Diallo              |
| 17 | DAV  | [[Fitxer:Flag of Argentina.svg\|23x15px\|border \|alt=Argentina\|link=Selecció de futbol de l'Argentina\|{{#if:\|]]               | Alejandro Garnacho       |

| N. | Pos. | Nac. | Jugador          |
| -- | ---- | --- | ---------------- |
| 18 | MIG  | [[Fitxer:Flag of Brazil.svg\|23x15px\|border \|alt=Brasil\|link=Selecció de futbol del Brasil\|{{#if:\|]]        | Casemiro         |
| 19 | DAV  | [[Fitxer:Flag of Cameroon.svg\|23x15px\|border \|alt=Camerun\|link=Selecció de futbol del Camerun\|{{#if:\|]]    | Bryan Mbeumo     |
| 21 | DAV  | [[Fitxer:Flag of Brazil.svg\|23x15px\|border \|alt=Brasil\|link=Selecció de futbol del Brasil\|{{#if:\|]]        | Antony           |
| 22 | POR  | [[Fitxer:Flag of England.svg\|23x15px\|border \|alt=Anglaterra\|link=Selecció de futbol d'Anglaterra\|{{#if:\|]] | Tom Heaton       |
| 23 | DEF  | [[Fitxer:Flag of England.svg\|23x15px\|border \|alt=Anglaterra\|link=Selecció de futbol d'Anglaterra\|{{#if:\|]] | Luke Shaw        |
| 24 | POR  | [[Fitxer:Flag of Cameroon.svg\|23x15px\|border \|alt=Camerun\|link=Selecció de futbol del Camerun\|{{#if:\|]]    | André Onana      |
| 25 | MIG  | [[Fitxer:Flag of Uruguay.svg\|23x15px\|border \|alt=Uruguai\|link=Selecció de futbol de l'Uruguai\|{{#if:\|]]    | Manuel Ugarte    |
| 26 | DEF  | [[Fitxer:Flag of England.svg\|23x15px\|border \|alt=Anglaterra\|link=Selecció de futbol d'Anglaterra\|{{#if:\|]] | Ayden Heaven     |
| 32 | DAV  | [[Fitxer:Flag of Denmark.svg\|23x15px\|border \|alt=Dinamarca\|link=Selecció de futbol de Dinamarca\|{{#if:\|]]  | Chido Obi        |
| 33 | DEF  | [[Fitxer:Flag of England.svg\|23x15px\|border \|alt=Anglaterra\|link=Selecció de futbol d'Anglaterra\|{{#if:\|]] | Tyler Fredricson |
| 35 | DEF  | [[Fitxer:Flag of Paraguay.svg\|23x15px\|border \|alt=Paraguai\|link=Selecció de futbol del Paraguai\|{{#if:\|]]  | Diego León       |
| 37 | MIG  | [[Fitxer:Flag of England.svg\|23x15px\|border \|alt=Anglaterra\|link=Selecció de futbol d'Anglaterra\|{{#if:\|]] | Kobbie Mainoo    |
| 41 | DEF  | [[Fitxer:Flag of England.svg\|23x15px\|border \|alt=Anglaterra\|link=Selecció de futbol d'Anglaterra\|{{#if:\|]] | Harry Amass      |
| 43 | MIG  | [[Fitxer:Flag of England.svg\|23x15px\|border \|alt=Anglaterra\|link=Selecció de futbol d'Anglaterra\|{{#if:\|]] | Toby Collyer     |
| —  | DAV  | [[Fitxer:Flag of England.svg\|23x15px\|border \|alt=Anglaterra\|link=Selecció de futbol d'Anglaterra\|{{#if:\|]] | Jadon Sancho     |
| —  | DAV  | [[Fitxer:Flag of Slovenia.svg\|23x15px\|border \|alt=Eslovènia\|link=Selecció de futbol d'Eslovènia\|{{#if:\|]]  | Benjamin Šeško   |

### Cedits a altres equips
| N. | Pos. | Nac. | Jugador                                                            |
| -- | ---- | --- | ------------------------------------------------------------------ |
| 36 | DAV  | [[Fitxer:Flag of England.svg\|23x15px\|border \|alt=Anglaterra\|link=Selecció de futbol d'Anglaterra\|{{#if:\|]] | Ethan Wheatley (al Northampton Town FC fins al 30 de juny de 2026) |
| 44 | MIG  | [[Fitxer:Flag of England.svg\|23x15px\|border \|alt=Anglaterra\|link=Selecció de futbol d'Anglaterra\|{{#if:\|]] | Dan Gore (al Rotherham United FC fins al 30 de juny de 2026)       |

| N. | Pos. | Nac. | Jugador                                                      |
| -- | ---- | --- | ------------------------------------------------------------ |
| —  | DAV  | [[Fitxer:Flag of England.svg\|23x15px\|border \|alt=Anglaterra\|link=Selecció de futbol d'Anglaterra\|{{#if:\|]] | Marcus Rashford (al FC Barcelona fins al 30 de juny de 2026) |

## Jugadors històrics destacats
| - Arthur Albiston - Fabien Barthez - David Beckham - Henning Berg - George Best - Laurent Blanc - Steve Bruce - Nicky Butt - Roger Byrne - Brian McClair | - Eric Cantona - Bobby Charlton - Andy Cole - Jordi Cruyff - Duncan Edwards - Rio Ferdinand - Bill Foulkes - Ryan Giggs - Mark Hughes - Denis Irwin | - Paul Ince - Andrei Kantxelskis - Roy Keane - Denis Law - Paul McGrath - Gary Neville - Phil Neville - Gary Pallister - Karel Poborský - Joe Spence | - Bryan Robson - Cristiano Ronaldo - Wayne Rooney - Peter Schmeichel - Paul Scholes - Lee Sharpe - Nobby Stiles - Teddy Sheringham - Ole Gunnar Solskjaer - Tony Dunne | - Jaap Stam - Alex Stepney - Nobby Stiles - Gordon Strachan - Edwin van der Sar - Ruud van Nistelrooy - Juan Sebastián Verón - Norman Whiteside - Dwight Yorke - Jack Rowley |

## Entrenadors
Llista dels entrenadors del Manchester United.
| Dates     | Nom                 | Notes                     |
| --------- | ------------------- | ------------------------- |
| 1878–1892 | Unknown             |                           |
| 1892–1900 | A. H. Albut         |                           |
| 1900–1903 | James West          |                           |
| 1903–1912 | Ernest Mangnall     |                           |
| 1912–1914 | John Bentley        |                           |
| 1914–1922 | Jack Robson         |                           |
| 1922–1926 | John Chapman        |                           |
| 1926–1927 | Lal Hilditch        | Jugador-entrenador        |
| 1927–1931 | Herbert Bamlett     |                           |
| 1931–1932 | Walter Crickmer     |                           |
| 1932–1937 | Scott Duncan        |                           |
| 1937–1945 | Walter Crickmer     |                           |
| 1945–1969 | Matt Busby          |                           |
| 1969–1970 | Wilf McGuinness     |                           |
| 1970–1971 | Matt Busby          |                           |
| 1971–1972 | Frank O'Farrell     |                           |
| 1972–1977 | Tommy Docherty      |                           |
| 1977–1981 | Dave Sexton         |                           |
| 1981–1986 | Ron Atkinson        |                           |
| 1986–2013 | Alex Ferguson       |                           |
| 2013–2014 | David Moyes         |                           |
| 2014      | Ryan Giggs          | Jugador-entrenador interí |
| 2014–2016 | Louis van Gaal      |                           |
| 2016–2018 | José Mourinho       |                           |
| 2018–2021 | Ole Gunnar Solskjær |                           |
| 2021–2022 | Ralf Rangnick       | entrenador interí         |
| 2022–2024 | Erik ten Hag        |                           |
| 2024      | Ruud Van Nistelrooy | entrenador interí         |
| 2024-     | Ruben Amorim        |                           |